# Edilizia residenziale pubblica

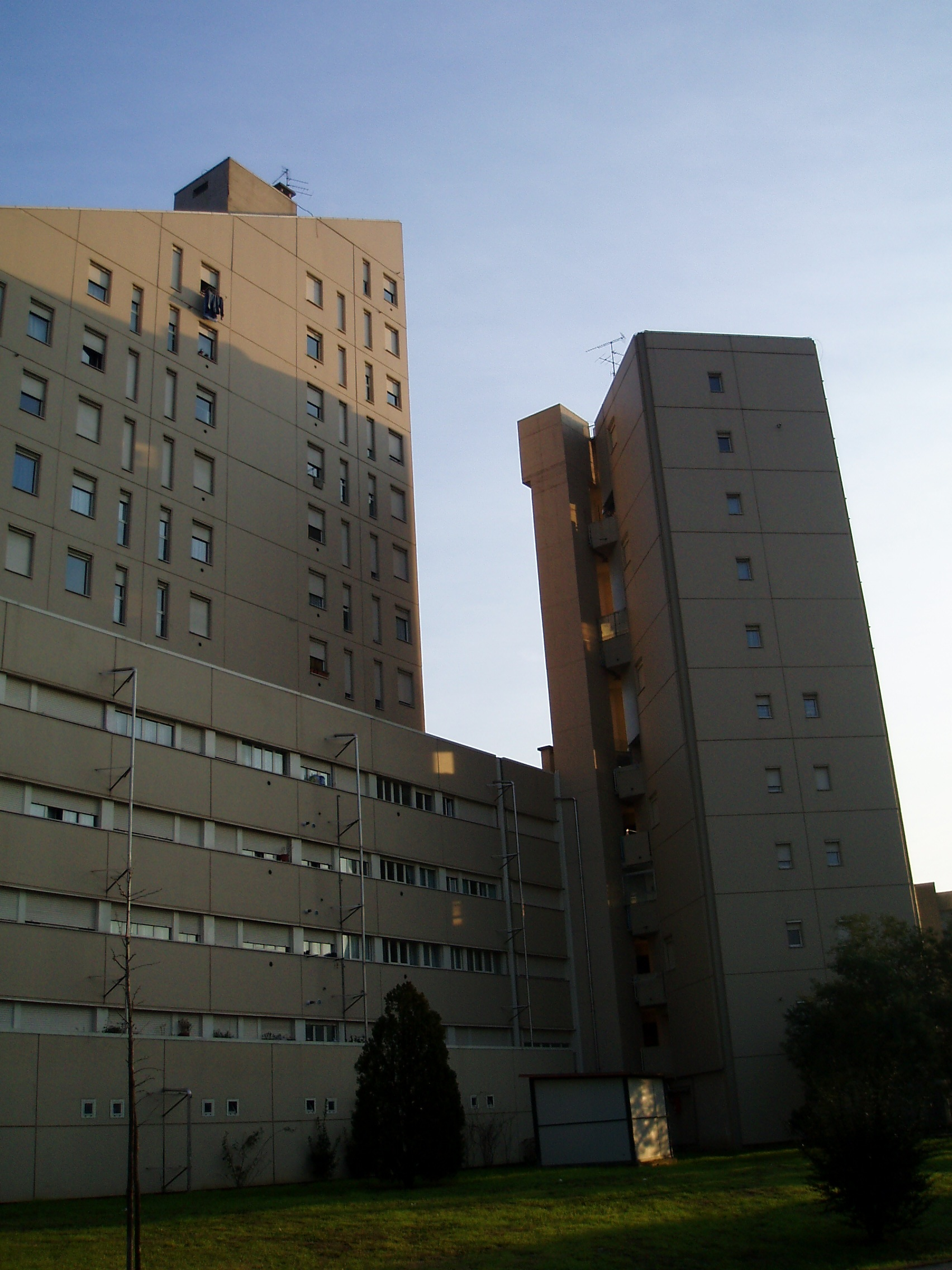
Case popolari (Il Triangolo) a Pistoia, Quartiere le Fornaci

L'edilizia residenziale pubblica (in sigla ERP, conosciuta anche come edilizia popolare o casa popolare) è un'espressione con la quale ci si riferisce comunemente a tre tipi di operazioni edilizie che vedono l'attivazione della pubblica amministrazione, a livello statale e/o regionale e/o locale, per offrire o agevolare l'accesso ad un alloggio in proprietà, in locazione o in superficie, alla parte di popolazione che per ragioni economiche non può ricorrere direttamente al mercato privato.

## Storia
L'edilizia sociale esisteva sporadicamente prima degli sviluppi moderni. Il più antico esempio ancora in uso, anche se fondato da un mecenate, è il Fuggerei del XVI secolo ad Augusta, in Baviera.

Le origini delle moderne abitazioni comunali risiedono nell'aumento della popolazione urbana causato dalla rivoluzione industriale del 19º secolo. Nelle grandi città dell'epoca, molti commentatori sociali, come Octavia Hill e Charles Booth, riferirono dello squallore, della malattia e dell'immoralità che ne derivarono. Henry Mayhew, in visita a Bethnal Green, scrisse in The Morning Chronicle:
... le strade erano sterrate, spesso semplici vicoli, case piccole e senza fondamenta, suddivise e spesso attorno a corti sterrate. Una quasi totale mancanza di drenaggio e fognatura è stata aggravata dagli stagni formati dallo scavo del laterizio. Maiali e mucche nei cortili, mestieri nocivi come bollire la trippa, sciogliere il sego o preparare la carne di gatto, e macelli, cumuli di polvere e "laghi di terra notturna in putrefazione" si aggiungevano alla sporcizia. 
Alcuni filantropi iniziarono a fornire alloggi in case popolari e alcuni proprietari di fabbriche costruirono interi villaggi per i loro lavoratori, come Saltaire nel 1853 e Port Sunlight nel 1888. Fu nel 1885, dopo il rapporto di una Commissione Reale in Inghilterra, che lo Stato si interessò. Ciò portò all'Housing of the Working Classes Act del 1885, che autorizzava gli enti locali a chiudere le proprietà malsane e li incoraggiava a migliorare gli alloggi nelle loro aree.
La City of London Corporation costruì case popolari in Farringdon Road nel 1865. Il primo progetto abitativo su larga scala al mondo fu costruito a Londra per sostituire uno dei quartieri più famosi della capitale: l'Old Nichol. Quasi 6.000 persone furono stipate nelle strade affollate, dove un bambino su quattro morì prima del suo primo compleanno. Arthur Morrison ha scritto l'influente A Child of the Jago, un resoconto della vita di un bambino nei bassifondi, che ha suscitato una protesta pubblica. La costruzione della Boundary Estate fu iniziata nel 1890 dal Metropolitan Board of Works e completato dal London County Council nel 1900.
Il successo di questo progetto ha spinto molti comuni a intraprendere progetti di costruzione simili all'inizio del XX secolo. Il movimento Arts and Crafts e le idee dell'urbanista di Ebenezer Howard portarono alle rigogliose tenute del London County Council come Totterdown Fields e Old Oak and Wormholt. La prima guerra mondiale ha fornito indirettamente un nuovo slancio, quando la cattiva salute fisica e le condizioni di molte reclute urbane dell'esercito britannico sono state segnalate come gravi. Nel 1916, il 41% dei coscritti non era idoneo a prestare servizio. Ciò ha portato a una campagna nota come Case adatte agli eroi e nel 1919 il governo costrinse per la prima volta i comuni a fornire alloggi, aiutandoli a farlo attraverso la fornitura di sussidi, ai sensi dell'Housing Act 1919. I progetti di edilizia popolare furono sperimentati in alcuni paesi europei e negli Stati Uniti negli anni '30, ma si diffusero a livello globale solo dopo la seconda guerra mondiale.

## Africa

### Sudafrica
L'apartheid sudafricano ha caratterizzato alti tassi di povertà nei neri sudafricani a causa della segregazione razziale e della discriminazione, quindi il governo post-apartheid ha cercato di costruire alloggi sociali per le famiglie nere povere, in aree urbane con opportunità economiche. I programmi Ricostruzione e sviluppo hanno fornito oltre 3,5 milioni di case dal 1995 al 2020, ma non hanno soddisfatto pienamente la domanda e sono state costruite lontano dalle aree urbane interne, esacerbando le divisioni razziali. La carenza di alloggi è stata stimata in 3,7 milioni di unità nel 2021. Il Dipartimento degli insediamenti umani, che facilita lo sviluppo abitativo nazionale, ha cercato di passare da un modello di sviluppo incentrato sull'edilizia abitativa a una visione olistica, compresi i servizi.

## Americhe

### Brasile
Minha Casa Minha Vida ("My House, My Life"), il programma di edilizia sociale del governo federale brasiliano, è stato lanciato nel marzo 2009 con un budget di 36 miliardi di dollari (18 miliardi di dollari statunitensi) per costruire un milione di case. La seconda fase del programma, inclusa nel programma di accelerazione della crescita del governo (PAC, Programa de Aceleração do Crescimento) è stata annunciata nel marzo 2010. Questa fase prevedeva la costruzione di altri due milioni di case.
Tutti i fondi per le proprietà di Minha Casa Minha Vida sono stati forniti dalla banca pubblica brasiliana, Caixa Econômica Federal. La banca ha finanziato lo sviluppo e fornito mutui per le famiglie qualificate.
A settembre 2018 circa 4,5 milioni di case sono state costruite e distribuite alla popolazione. Il progetto è stato criticato per la sua collocazione e la qualità delle case. Vennero costruite case lontane dal centro cittadino per ridurre i costi abitativi che di conseguenza ridussero l'accesso al mercato del lavoro; uno studio su case selezionate casualmente nell'ambito del progetto MCMV a Rio de Janeiro ha mostrato una ridotta probabilità di essere formalmente assunte in cerca di lavoro, ma il reddito non è stato influenzato in coloro che erano già occupati.

### Canada
Nel 2014 Vancouver, a lungo considerata una delle città meno abbordabili al mondo, ha cambiato la definizione di social housing in alloggi in affitto in cui almeno il 30 per cento delle unità abitative sono occupate da famiglie che non possono pagare gli affitti di mercato, per mancanza di reddito.

### Porto Rico
I quartieri di Porto Rico sono spesso divisi in tre tipi: barrio, urbanización (urbanizzazione) e residencial público (edilizia popolare). Una urbanización è un tipo di alloggio in cui la terra viene sviluppata in lotti, spesso da un promotore privato, e dove vengono costruite case unifamiliari. In seguito vennero realizzate unità non unifamiliari, come condomini e villette a schiera, anch'esse rientranti in questa categoria. A Porto Rico, un condominio è un'unità abitativa situata in un grattacielo. È popolarmente chiamato apartamento, indipendentemente dal fatto che il suo residente possieda o meno l'unità o la viva come affittuario. Le case popolari, d'altra parte, sono unità abitative costruite con finanziamenti governativi, principalmente attraverso programmi del Dipartimento delle politiche abitative e dello sviluppo urbano degli Stati Uniti d'America (HUD) e il Dipartimento dell'Agricoltura degli Stati Uniti (USDA). Questi sono tradizionalmente costituiti da abitazioni plurifamiliari in complessi residenziali chiamati Barriada o Caserío (e in seguito Residencial Publico), e dove tutti i terreni esterni sono costituiti da aree comuni.
Tuttavia, sempre più spesso, vengono costruiti complessi di edilizia residenziale pubblica che consistono in alloggi diversi dalle tradizionali abitazioni plurifamiliari con tutti i terreni esterni costituiti da un'area esterna condivisa, ad esempio, gli alloggi pubblici possono essere costituiti da unità di appartamenti unifamiliari con giardino. Infine, si dice che una casa che non si trova né in una urbanizzazione né in un complesso di edilizia residenziale pubblica si trovi in (e faccia parte di) un barrio. A Porto Rico, barrio ha anche un secondo e molto diverso significato: è l'area geografica in cui è suddiviso un municipios per scopi amministrativi ufficiali. In questo senso, le urbanizaciones così come i complessi di edilizia residenziale pubblica (così come uno o più barrios in senso popolare) possono trovarsi in una di queste 901 aree geografiche ufficiali.

### Stati Uniti

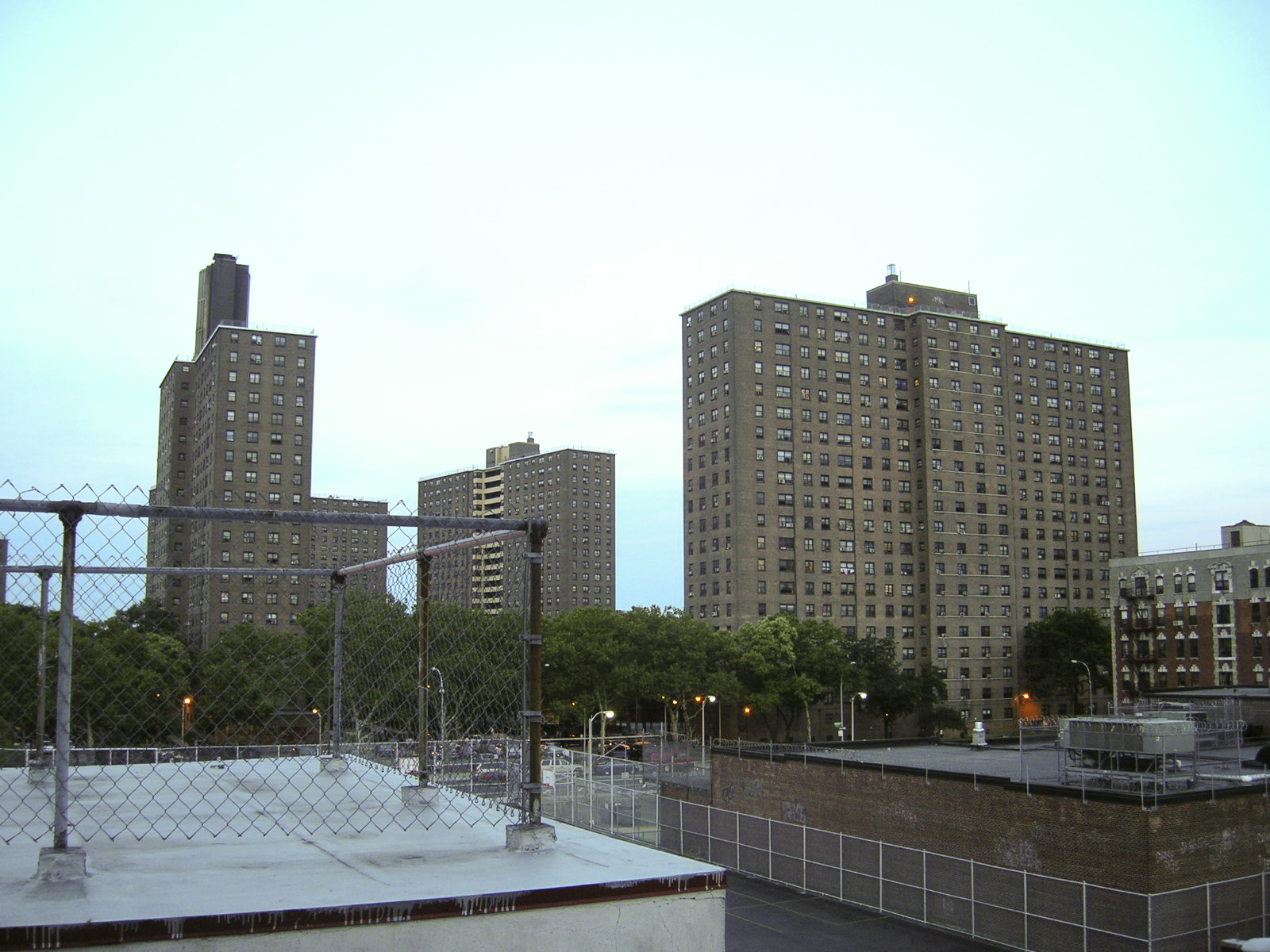
Le case John F. Hylan di 20 piani nella sezione Bushwick di Brooklyn, New York City.

Nel diciannovesimo secolo e all'inizio del ventesimo, il coinvolgimento del governo nell'edilizia abitativa per i poveri è stato principalmente nell'introduzione di standard edilizi. Le Techwood Homes di Atlanta, in Georgia, dedicate nel 1935, furono il primo progetto di edilizia residenziale pubblica della nazione.
Tuttavia, l'avvento di tendopoli improvvisate durante la Grande Depressione ha causato preoccupazione nell'amministrazione pubblica. Il programma federale di edilizia residenziale pubblica è stato creato da una legge del 1937, in cui le operazioni erano "sostenute principalmente dagli affitti degli inquilini".
Un cambiamento significativo nel programma avvenne nel 1969, con l'approvazione dell'emendamento Brooke. Gli affitti erano stati fissati al 25% del reddito di un inquilino con il risultato che il programma iniziò a servire agli "inquilini più poveri".
Il programma HOPE VI del Dipartimento federale per l'edilizia abitativa e lo sviluppo urbano (HUD) del 1993 ha affrontato le preoccupazioni relative alle proprietà in difficoltà e ai super-blocchi rovinati con la rivitalizzazione e il finanziamento di progetti per il rinnovo degli alloggi pubblici per ridurne la densità. I progetti urbani continuarono ad avere una reputazione bassa per la violenza, l'uso di droghe e la prostituzione, in particolare a New Orleans, New York City, Filadelfia, Los Angeles, Chicago e Washington.
Da decenni la più grande agenzia pubblica locale per la gestione dell'edilizia pubblica è la New York City Housing Authority (NYCHA), che fornisce alloggi pubblici o agevolati a oltre mezzo milione di newyorchesi.

## Asia

### Cina

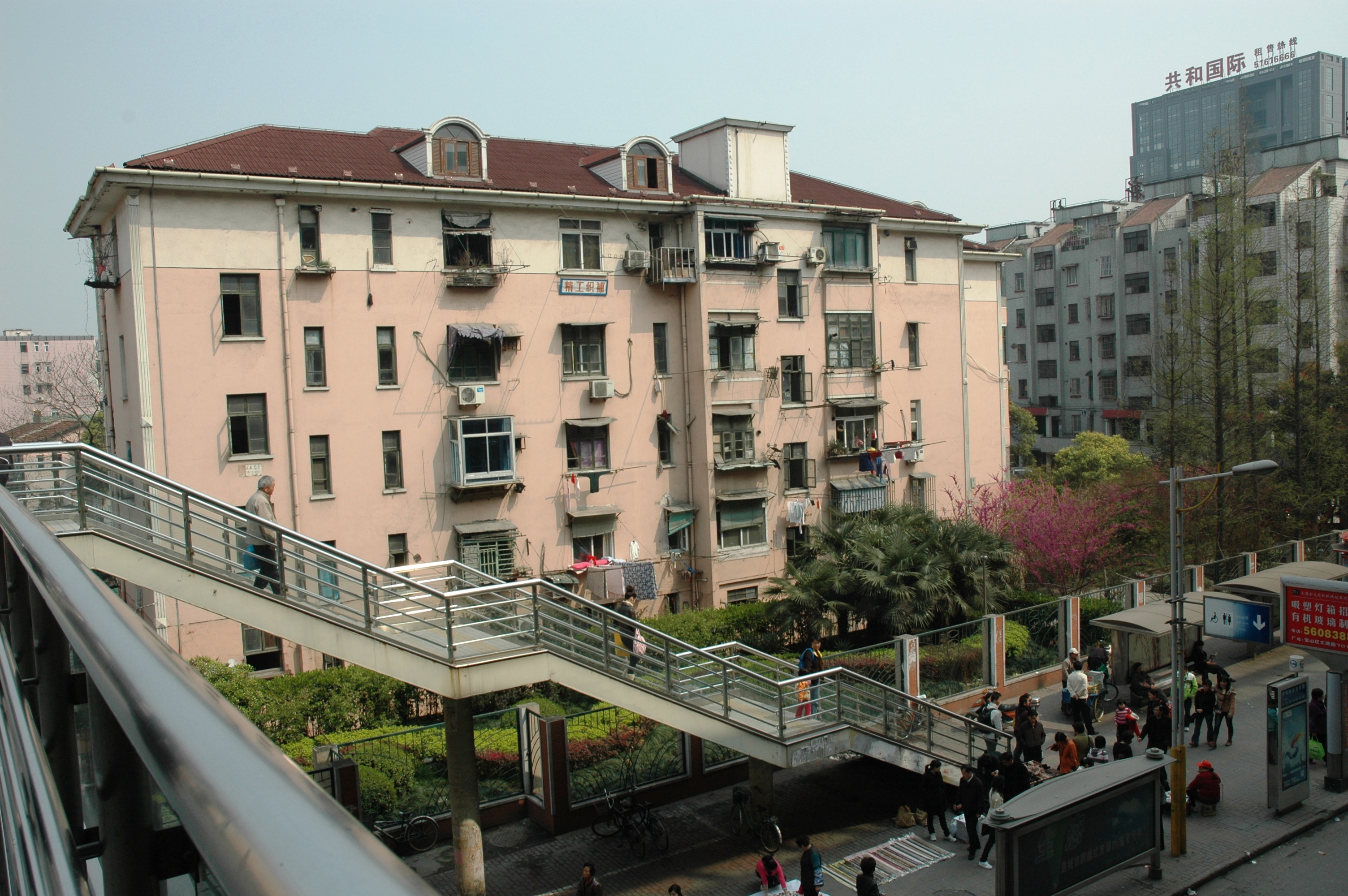
Una "vecchia casa pubblica" a Pengpu Xincun, Shanghai.

Il sistema di alloggi di proprietà pubblica è stato istituito quando il Partito Comunista Cinese ha avviato l'economia pianificata negli anni '50. Il sistema era finanziato dal bilancio del governo centrale ed era amministrato e distribuito da imprese statali. Gli occupanti delle case popolari erano solitamente dipendenti delle imprese e i loro familiari, soggetti al pagamento di un canone di locazione a un prezzo molto basso. Le dimensioni e il tipo di camera che le famiglie ricevevano dipendevano dal titolo professionale o dal livello amministrativo. Il governo centrale ha avuto difficoltà a mantenere l'edilizia residenziale pubblica a causa dell'affitto basso che riceveva; la politica di distribuzione che doveva essere teoricamente di "egualitarismo" era in realtà corrotta.
Il governo cinese ha commercializzato il mercato immobiliare dopo la riforma economica iniziata nel 1978 da Deng Xiaoping. I pub costruiti prima delle riforme economiche furono classificati come "vecchi pub" (in cinese 老公房). In linea di principio, le "vecchie case pubbliche" non dovevano essere vendute privatamente, ma la famiglia poteva venderle dopo aver acquistato la proprietà dell'edificio e tali transazioni erano soggette a revisione da parte delle autorità locali per l'edilizia abitativa e del Commissione per la Supervisione e l'Amministrazione delle Attività Statali. Tuttavia, un sistema di archiviazione informale e politiche poco chiare hanno provocato problemi di corruzione e controversie familiari.

### Hong Kong

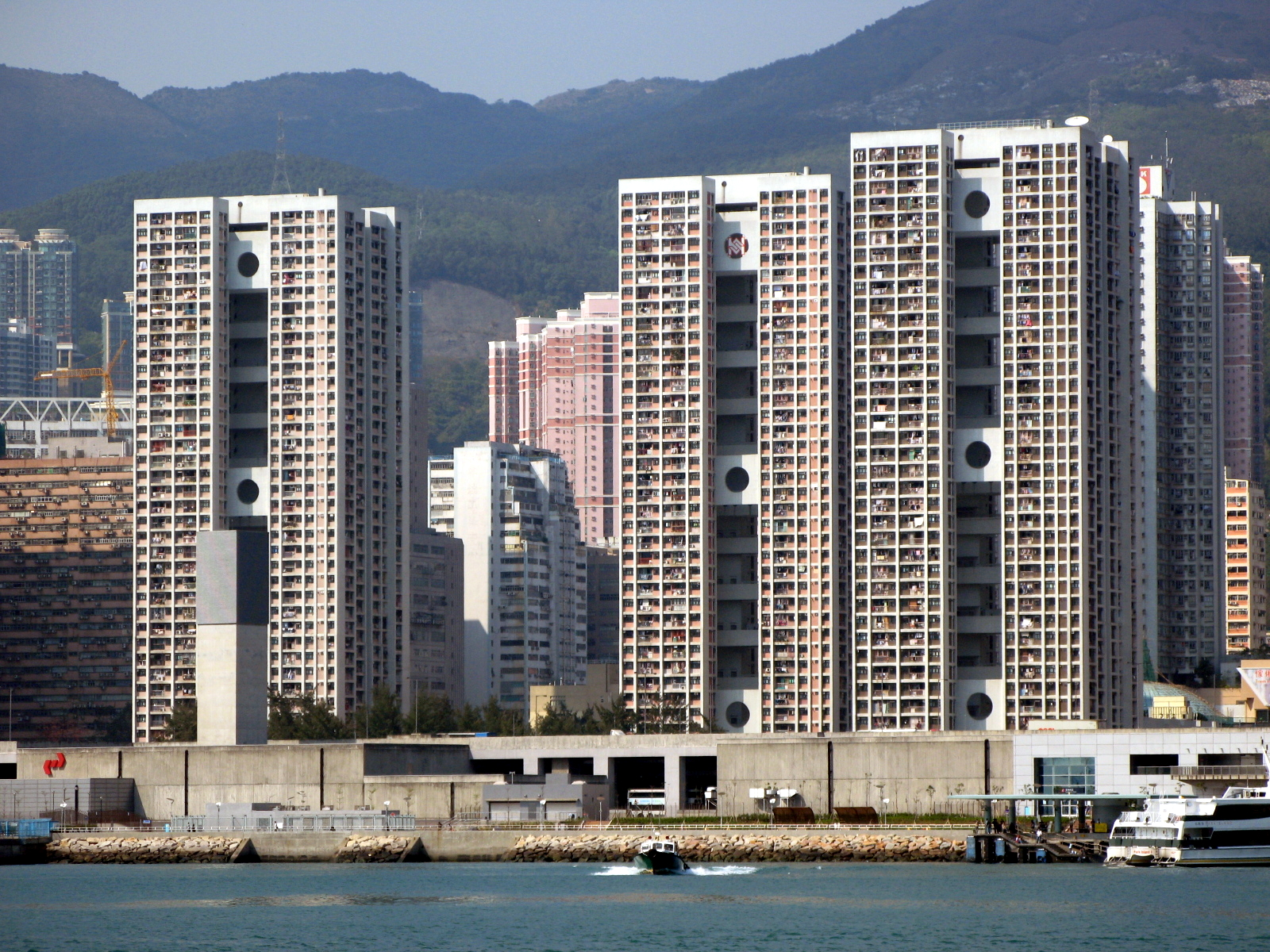
Clague Garden Estate, un complesso di edilizia popolare a Tsuen Wan, Hong Kong

A Hong Kong, l'edilizia popolare è una delle principali politiche abitative del governo. Quasi la metà dei 7,5 milioni di abitanti di Hong Kong vive in case popolari. I due principali fornitori di alloggi pubblici sono la Housing Authority e la Housing Society.
I tipi più comuni di alloggi pubblici a Hong Kong sono gli alloggi pubblici in affitto (PRH) e gli appartamenti in vendita sovvenzionati prodotti nell'ambito dell'Home Ownership Scheme (HOS). Nel 2016, circa il 31% delle famiglie di Hong Kong viveva in appartamenti PRH, mentre il 15% risiedeva in appartamenti in vendita sovvenzionati (di tutti i tipi).
L'origine dell'edilizia popolare su larga scala a Hong Kong può essere fatta risalire al programma di reinsediamento lanciato dal governo di Hong Kong negli anni '50 in risposta alla crescente prevalenza di insediamenti abusivi, emersi a seguito di un grande afflusso di rifugiati in seguito alla Rivoluzione comunista in Cina. I villaggi abusivi erano considerati pericolosi in quanto suscettibili di incendi disastrosi, incluso un incendio del 1953 a Shek Kip Mei che rese oltre 50.000 persone prive di casa durante la notte.
Le proprietà di reinsediamento su larga scala furono costruite negli anni '50 e '60. Nel 1973, il governo di Sir Murray MacLehose ha lanciato il Ten-Year Housing Programme, che mirava a fornire all'intera popolazione "alloggi soddisfacenti" entro un decennio. Il governo ha anche lanciato il Home Ownership Scheme (HOS) nel 1976 per consentire alle famiglie a basso reddito di acquistare appartamenti.
Molti complessi di edilizia residenziale pubblica sono stati costruiti come parte di nuovi programmi di sviluppo urbano. Durante gli anni '80, anche la maggior parte delle prime tenute di reinsediamento (dagli anni '50 e all'inizio degli anni '60) furono ricostruite secondo standard moderni. L'edilizia residenziale pubblica rimane una delle principali preoccupazioni del governo di Hong Kong, che prevede di costruire circa 330.000 unità tra il 2022 e il 2032.

### Indonesia
L'Indonesia ha intrapreso il Programma One Million Houses per le persone a basso reddito. Il programma è stato implementato dal 2015 per raggiungere l'ambizioso obiettivo di costruire 10 milioni di case. La proporzione degli alloggi è del 70% per le persone a basso reddito e del 30% per le persone a basso reddito. Questo programma è un movimento congiunto tra il governo centrale, i governi regionali, gli sviluppatori immobiliari e la comunità. Il programma mira a raggiungere un milione di unità abitative all'anno. Nel 2015 sono state costruite circa 700.000 abitazioni, che sono aumentate a circa 800.000 nel 2016 e a circa 904.000 entro la fine del 2017.

### Giappone
Danchi (団地, letteralmente "terreno di gruppo") è la parola giapponese per un grande gruppo di condomini o case di uno stile e un design particolari, tipicamente costruiti come alloggi pubblici dalle autorità governative.
La Japan Housing Corporation (JHC), ora conosciuta come Urban Renaissance Agency (UR), è stata fondata nel 1955. Durante gli anni '50, '60 e '70, la JHC costruì molti danchi nelle aree suburbane per compensare la crescente domanda di alloggi durante il post -Boom economico della seconda guerra mondiale.
Il pagamento dell'affitto per un danchi è molto più economico di quello di un appartamento o di un mutuo, ma per un danchi pubblico di solito il potenziale inquilino deve partecipare a una "lotteria" per ottenere un appartamento. I residenti in UR danchi non devono pagare tasse per il rinnovo del contratto, rendendo le residenze più economiche di alloggi comparabili anche se gli affitti mensili sono equivalenti.

### Singapore
A Singapore, il programma di edilizia residenziale pubblica, in particolare la pianificazione e lo sviluppo di nuove case popolari e l'assegnazione di unità in affitto e la rivendita di unità di proprietà esistenti, è gestito dall'Housing and Development Board. La gestione quotidiana delle comunità di edilizia residenziale pubblica è stata delegata ai consigli comunali guidati dai parlamentari locali.
Nel 2018 il 78,7% dei singaporiani vive in complessi residenziali pubblici, che vanno da monolocali a condomini dirigenziali forniti dall'HDB, un fattore importante a Singapore che ha uno dei tassi di proprietà di case più alti, ossia oltre il 90% della popolazione residente nel mondo.

### Vietnam
Dagli anni '60 agli anni '80, il Vietnam ha costruito Khu tập thể (KTT), condomini sul modello socialista alla periferia delle città per dipendenti pubblici, lavoratori di aziende statali e personale militare. Le riforme del mercato alla fine degli anni '80 hanno portato alla parziale privatizzazione del KTT, che è stato venduto a popolazioni a reddito medio-basso. Da allora il KTT è diventato fatiscente, a causa della mancanza di fondi municipali per riparazioni e manutenzione, ed è stato l'obiettivo di demolizione, sfollamento e riqualificazione per le popolazioni ad alto reddito.
Negli anni 2010, il Vietnam ha registrato un aumento dei prezzi degli immobili, con il patrimonio immobiliare a prezzi accessibili che si è ridotto del 7% dell'intero patrimonio immobiliare dal 2014 al 2016 e i prezzi degli appartamenti sono aumentati del 90% tra il 2017 e il 2020. Gli sviluppatori non sono interessati ai progetti di edilizia sociale poiché non sono redditizi, anche in un contesto di crescente domanda da parte dei lavoratori, quindi il Ministero dell'Edilizia richiese finanziamenti per costruire 294.600 unità di edilizia sociale nel periodo 2021-2025.

## Europa

### Unione Europea
Secondo un documento di discussione del 2018 della Commissione europea, nel 2015 l'11,3% della popolazione dell'UE viveva in famiglie che spendevano il 40% o più del proprio reddito disponibile per l'alloggio. Nel gennaio 2019, l'ex presidente della Commissione europea, Romano Prodi, ha dichiarato che "gli investimenti pubblici in infrastrutture sociali durante l'Eurocrisi hanno raggiunto il minimo da 20 anni. Gli attuali investimenti in infrastrutture sociali nell'UE sono stimati in 170 miliardi di euro l'anno. Il divario minimo di investimenti infrastrutturali in questi settori è stimato tra 100 e 150 miliardi di euro, per un divario totale di almeno 1,5 trilioni di euro tra il 2018 e il 2030."
I progetti di edilizia abitativa in Europa si trovano nelle aree urbane, così come nelle aree suburbane. Soprattutto nell'Europa centrale e orientale.
L'UE si stava muovendo per sostenere alloggi più abbordabili, efficienti dal punto di vista energetico e accessibili con il contributo finanziario della CEB e della BEI attraverso il suo Fondo europeo per gli investimenti strategici. I finanziamenti pubblici dovevano essere diretti principalmente agli alloggi a prezzi accessibili e in secondo luogo ai settori dell'istruzione e dell'apprendimento permanente, della salute e dell'assistenza a lungo termine.

### Austria

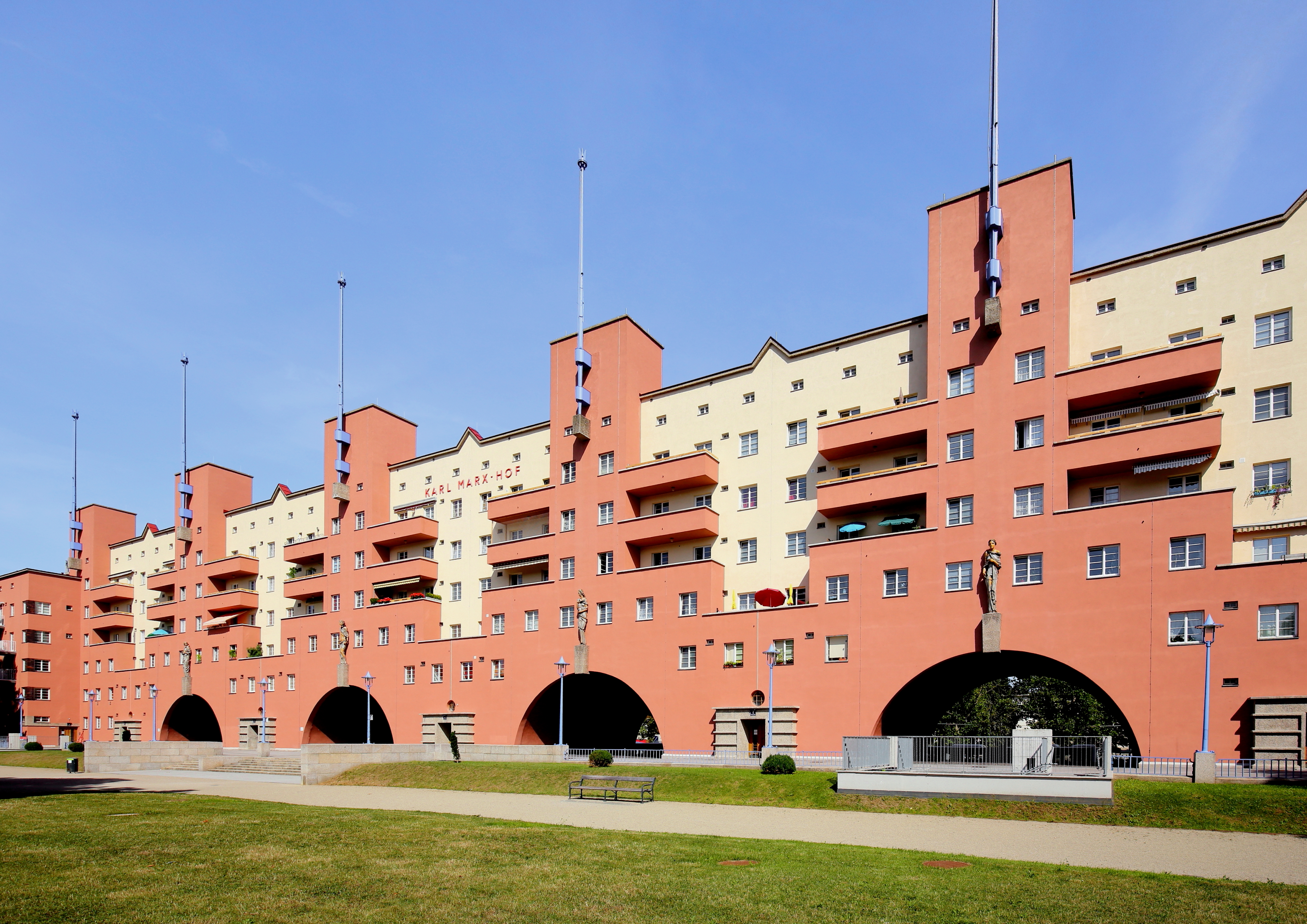
Karl Marx-Hof, edilizia popolare classica a Vienna.

L'edilizia popolare è stata una questione importante fin dalla fondazione della Repubblica dell'Austria tedesca nel 1918. La popolazione ha dovuto affrontare una grande incertezza, in particolare per quanto riguarda cibo e carburante. Ciò ha portato un numero significativo di persone meno abbienti a trasferirsi alla periferia delle città, spesso costruendo case di fortuna per essere più vicine a dove potevano coltivare cibo. Erano chiamati Siedler ("coloni"). Quando la situazione politica si stabilizzò con la fondazione della Prima Repubblica austriaca nel settembre 1919, il movimento Siedler iniziò a creare organizzazioni formali come l'Associazione austriaca per gli insediamenti e i piccoli giardini.
L'eponimo del complesso edificato, nel periodo della Vienna Rossa, era scelto tra i pensatori del movimento operaio (es. la Karl-Marx-hof) o tra i più valorosi esponenti della relativa lotta politica, anche internazionale (come avvenne nel 1927 con Giacomo Matteotti, cui si intitolò la Matteottihof).

### Belgio
L'edilizia sociale è una responsabilità delle regioni del Belgio. Le regioni non possiedono direttamente le case, le società di edilizia sociale semi-private sì. Il governo regola e finanzia principalmente queste società. Al di sotto di un certo limite di reddito, le persone possono beneficiare di alloggi sociali. Poiché in Belgio c'è una grave carenza di alloggi sociali, spesso vengono imposte altre condizioni prioritarie, come avere figli di cui prendersi cura. L'edilizia sociale rappresenta circa il 6,5% del mercato immobiliare belga. Questo è molto più basso rispetto ai paesi vicini come i Paesi Bassi e la Francia. Dal 2018 Fiandre, Vallonia e Bruxelles sono responsabili di 280.687 case sociali, 212.794 persone sono in lista d'attesa. Per le persone in lista d'attesa ci sono altre possibilità come sussidi e agenzie di noleggio sociale nelle Fiandre.

### Danimarca
In Danimarca, l'edilizia residenziale pubblica si chiama Almennyttigt Boligbyggeri ed è di proprietà e amministrata da circa 700 organizzazioni autonome, democratiche e senza scopo di lucro. Molte delle organizzazioni di edilizia popolare in Danimarca sono radicate nella prima storia dei sindacati e costituiscono circa il 20% del patrimonio immobiliare totale con circa 7.500 dipartimenti in tutto il paese. Per ottenere un affitto è solitamente richiesta l'appartenenza a un'organizzazione abitativa e sono concessi in base alla durata dell'iscrizione.
Sebbene gli edifici siano di proprietà e amministrati da organizzazioni autonome ed economicamente indipendenti, lo Stato di Danimarca sta regolamentando fortemente l'edilizia popolare nel paese. Per legge, i comuni hanno accesso al 25% degli affitti, solitamente riservandoli ai poveri, ai disoccupati, ai disabili o ai malati di mente o a qualsiasi altro gruppo dipendente dalle prestazioni sociali del comune. Nel corso degli anni, queste normative hanno creato molte "aree residenziali particolarmente vulnerabili" - i cosiddetti 'ghetti'." – all'interno del paese. L'edilizia popolare danese non ha mai avuto restrizioni di reddito, ma negli anni 2000 nuovi regolamenti statali hanno reso obbligatorio favorire gli affittuari a pieno titolo e sfavorire i disoccupati o i lavoratori part-time. Si tratta di un nuovo sforzo dello Stato per contrastare la ghettizzazione, che è ormai un problema ufficialmente riconosciuto a livello nazionale.
Come in Svezia, le politiche statali e municipali attuate durante il primo decennio del 21º secolo hanno portato a una maggiore privatizzazione degli alloggi pubblici. In molte zone, ai residenti è stato offerto di acquistare i propri appartamenti, modificando così di fatto lo stato della proprietà. La privatizzazione degli alloggi pubblici è stata avviata come parte di un programma ideologico dei governi di destra all'inizio del 21º secolo ed è stata lanciata pochi anni dopo la chiusura dell'ex Ministero degli affari abitativi nel 2001. L'ex ministero è stato ri-aperto come Ministero dell'edilizia abitativa, degli affari urbani e rurali nell'ottobre 2011, quando è stato formato un nuovo governo di coalizione guidato dai socialdemocratici.

### Finlandia
Nel 2008, Helsinki ha lanciato la sua politica Housing First, con l'obiettivo di porre fine al fatto che i senzatetto non avessero un'abitazione, dando la priorità all'alloggio incondizionato. Con il sostegno municipale, statale e delle ONG e insieme ai servizi sanitari e medici, il programma ha ridotto del 35% i senzatetto tra il 2008 e il 2019.

### Francia

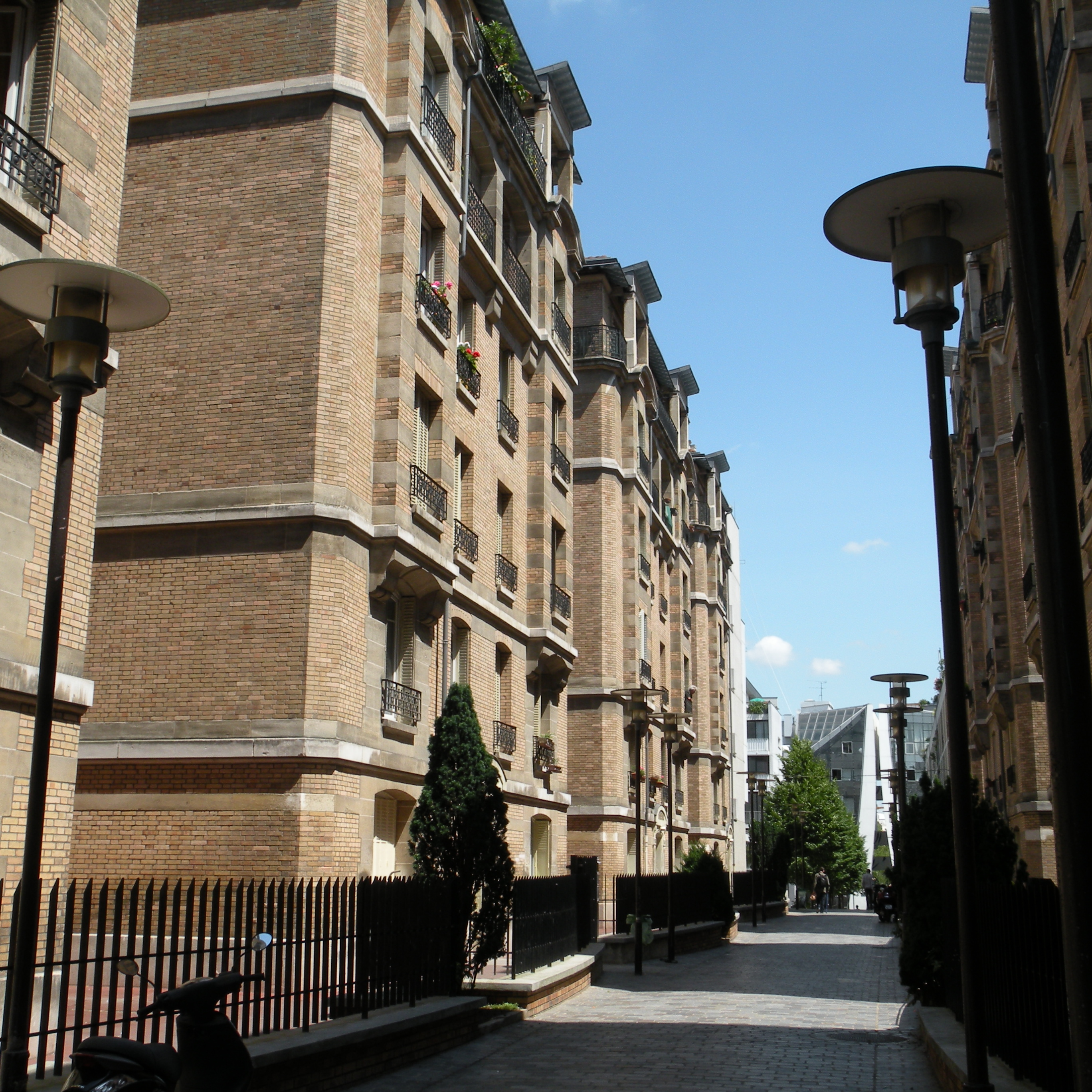
Edilizia pubblica di rue Jean Fautrier nel 13º arrondissement di Parigi.

Dopo la seconda guerra mondiale, la popolazione aumentò a un ritmo notevole, l'esodo rurale aumentò, mentre i danni della guerra avevano ridotto il numero di case in molte città. I prezzi degli affitti sono aumentati notevolmente e il governo ha emanato una legge nel 1948 per bloccarli, ponendo fine ai benefici economici degli investimenti immobiliari. Gli affitti furono gradualmente deregolamentati fino a quando il dibattito negli anni '80 portò all'attuale legge sull'affitto del 1989 che bilanciava teoricamente i rapporti tra proprietario e inquilino. Tuttavia, ci fu una grave crisi di senzatetto nell'inverno 1953-1954 e le leggi necessarie furono gradualmente mobilitate producendo alti livelli di costruzione quasi ininterrottamente dagli anni '60. L'industria edile all'epoca era inadeguata, quindi era necessario il sostegno politico.
Non è corretto riferirsi all'edilizia sociale francese come edilizia popolare. Le origini dell'edilizia sociale francese risalgono al settore privato, con i primi aiuti di Stato forniti alle società a scopo di lucro dalla legge Sigfrido nel 1793. L'idea originariamente socialista fu promossa da alcuni datori di lavoro francesi nella seconda metà del XIX secolo. Le società di edilizia popolare nacquero prima della prima guerra mondiale. Esistono ancora diversi movimenti di edilizia sociale pubbliche, private e alcune cooperative. Le organizzazioni sociali dei proprietari terrieri hanno tutte una regolamentazione simile e un accesso simile ai prestiti governativi, ma ci sono differenze significative.
Il governo ha lanciato una serie di importanti piani di costruzione, tra cui la creazione di nuove città (villes nouvelles) e nuove periferie con HLM (Habitation à Loyer Modéré, "alloggi a basso canone"). Lo stato disponeva dei fondi e dei mezzi legali per acquisire la terra e poteva fornire alcuni vantaggi alle società che poi costruivano i suoi enormi complessi abitativi di centinaia di appartamenti. Anche la qualità è stata efficacemente regolata, risultando in alloggi dignitosi o addirittura di alta qualità per lo standard degli anni '50 e '60. La costruzione di HLM è stata oggetto di molti dibattiti politici.
La Francia mantiene ancora questo sistema, ossia ha una legge che obbliga ogni città ad avere almeno il 20% di HLM. In epoca moderna HLM rappresenta circa la metà del mercato degli affitti (46% nel 2006). L'edilizia sociale non è solo per le persone svantaggiate che sono solo uno dei gruppi target del progetto. Parte del finanziamento può essere fornito da gruppi di datori di lavoro e dipendenti per fornire alloggi ai dipendenti locali. L'obiettivo del 20% può includere alloggi intermedi per gruppi abbienti, sebbene il suo obiettivo sia produrre un mix sociale. La gentrificazione (la trasformazione di un quartiere popolare in zona abitativa di pregio) e la base stessa dell'allocazione degli alloggi sociali sono questioni di divisione così come l'estensione del controllo locale degli alloggi.
Sebbene riuscissero a dare un posto dove vivere alle famiglie a basso reddito nella spinta a fornire alloggi popolari, questo sistema portò anche alla creazione di ghetti suburbani, con un problema di degrado. C'è stato un problema a lungo termine di graduale impoverimento degli inquilini sociali. Gli strati privati della popolazione, per lo più di origine immigrata e che soffrono di una massiccia sotto-occupazione, in passato erano collocati lontano dai più ricchi centri urbani, a volte pieni di tensioni sociali e violenza. Ciò riguarda una minoranza di alloggi sociali, ma ha un profilo elevato e produce ancora serie tensioni.
Affrontare questo problema alla radice è tutt'altro che semplice e le politiche di mix sociale possono disgregare le popolazioni. Ciò non ha avuto i risultati sperati. Si è cercato anche di risolvere il problema dell'accesso al sistema delle persone svantaggiate con un nuovo sistema in cui alcuni gruppi possono chiedere al tribunale di essere ospitati in caso di rifiuto, il "diritto all'alloggio". Ciò tende ad intensificare la controversia sull'allocazione degli alloggi sociali e su chi dovrebbe essere ospitato.

### Germania

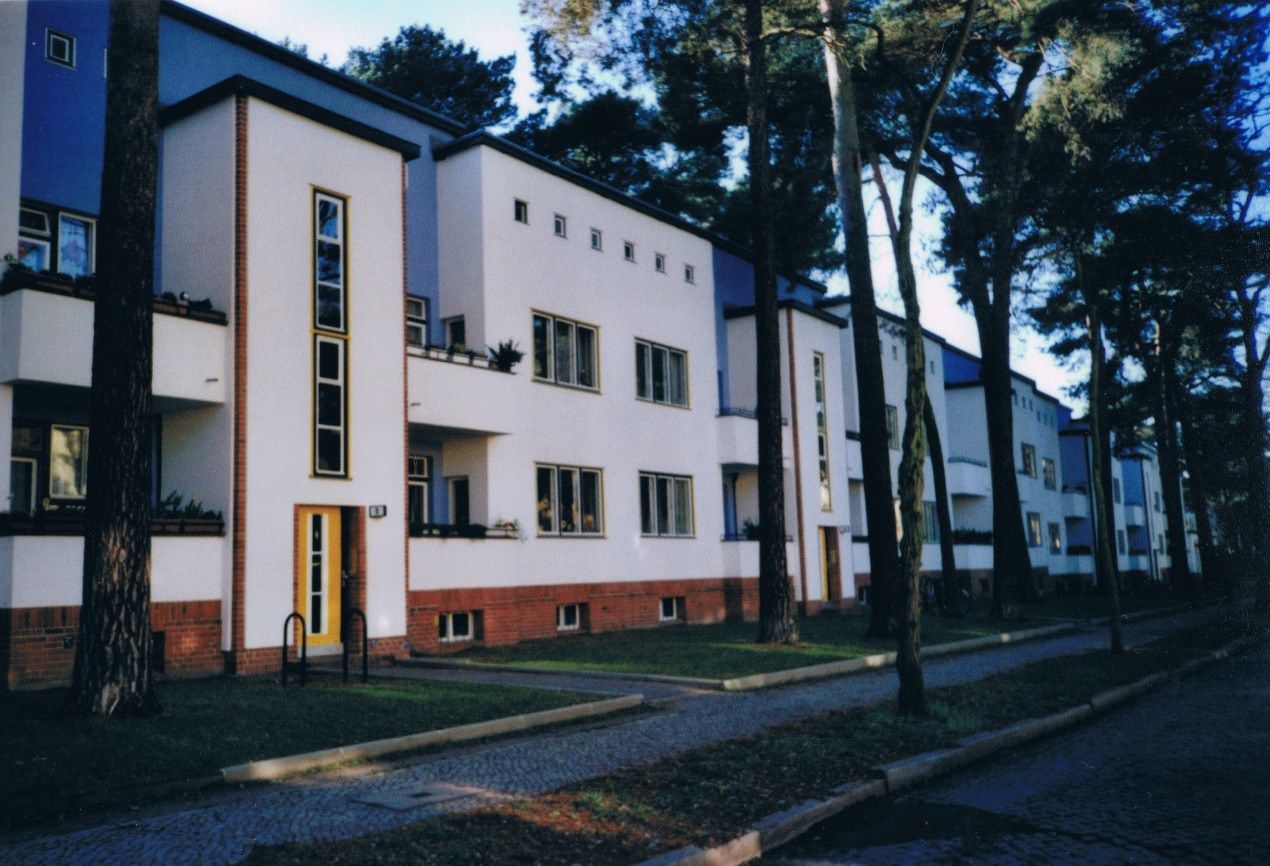
Bruno Taut,, Wilskistrasse, Berlino.

Nel 1930 nella città industriale di Dessau, le Laubenganghäuser ("Case con accesso al balcone") furono progettate dal direttore della Bauhaus Hannes Meyer per una cooperativa immobiliare che desiderava appartamenti da affittare per non più di un quarto del reddito dell'occupante. Lavorare con un budget limitato ha ispirato innovazioni per risparmiare spazio e denaro, come l'utilizzo di passerelle sui balconi per l'accesso agli appartamenti anziché avere corridoi interni e un uso intelligente dello spazio interno negli appartamenti da 47 m2 (510 piedi quadrati).
Gli architetti Martin Wagner, Bruno Taut e altri hanno costruito il Modernism Housing Estates di Berlino, poi divenuto Patrimonio dell'Umanità, composto da migliaia di case costruite dentro e intorno a Berlino, tra cui la Horseshoe Estate (chiamata così per la sua forma) e la Uncle Tom's Cabin Estate. A Francoforte l'architetto Ernst May guidò il progetto di edilizia popolare della Nuova Francoforte, in cui furono costruiti oltre 12.000 appartamenti tra il 1925 e il 1930. May gestiva la sua considerevole struttura di ricerca per studiare, ad esempio, il flusso d'aria in varie configurazioni di planimetrie, tecniche di costruzione, ecc. L'architetto austriaco Margarete Schütte-Lihotzky ha applicato i principi del taylorismo allo spazio di lavoro della cucina e ha sviluppato la cucina di Francoforte mentre lavorava per Ernst May.
Al di là della ricerca tecnica, May ha anche pubblicato due riviste e ha intrapreso un importante progetto di pubbliche relazioni, con film, lezioni e mostre pubbliche, per rendere Neues Bauen accettabile per il pubblico. Alla fine degli anni '20 i principi della parità di accesso a Licht, Luft und Sonne ("luce, aria e sole") e gli effetti sociali di un Existenzminimum ("livello minimo di sussistenza") garantito dallo stato divennero oggetto di un vivace dibattito popolare in tutto il mondo Germania. Un risultato indiretto di questa pubblicità fu il movimento abitativo americano: una giovane Catherine Bauer partecipò a una delle conferenze di May nel 1930 e scrisse il suo influente libro Modern Housing (1934) basato su ricerche fatte a Francoforte e con l'architetto olandese JJP Oud.

### Ungheria

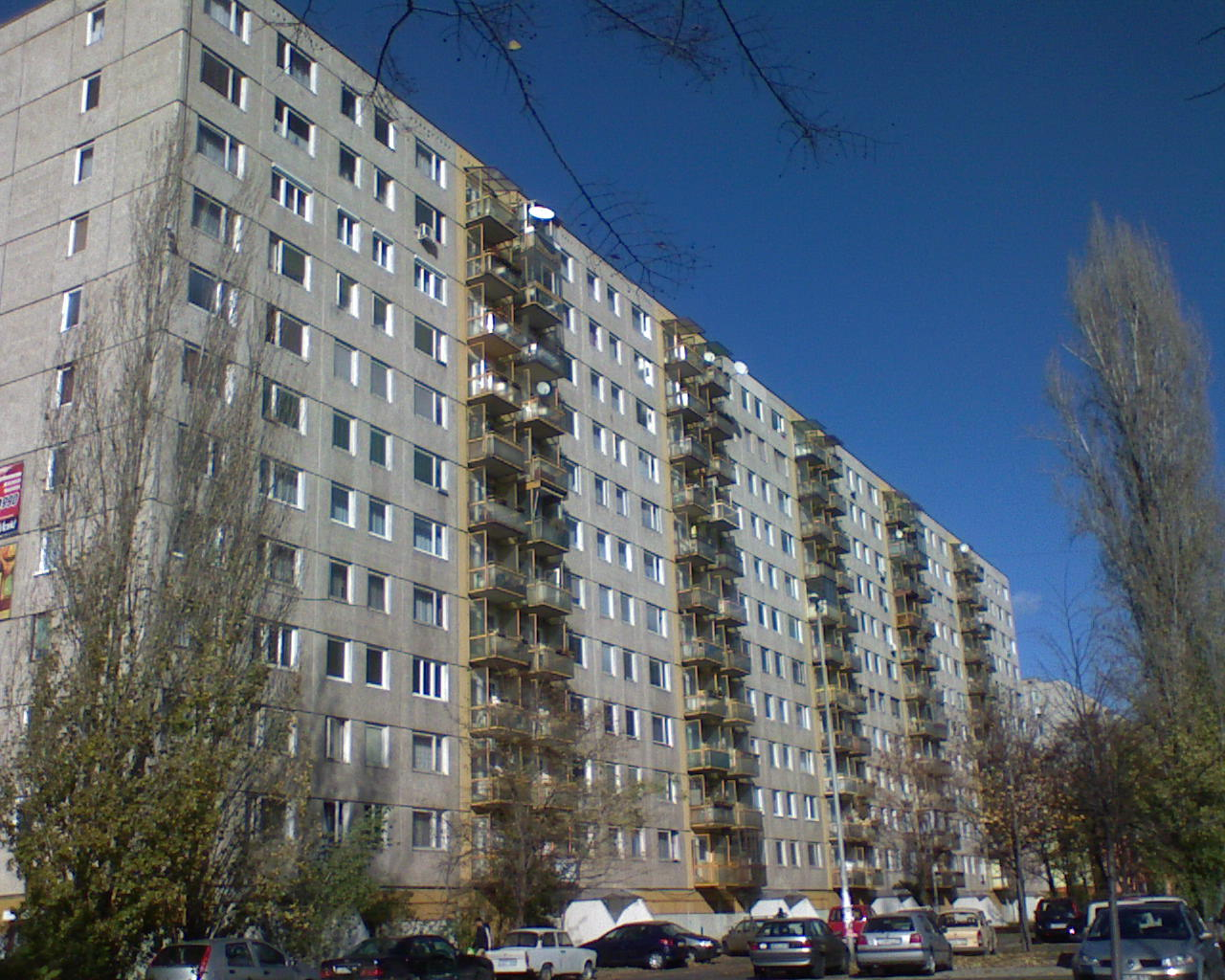
Panelház a Budapest - Kispes

Panelház (forma abbreviata: pannello) è il nome di un tipo di condominio (edifici a pannelli) in Ungheria. Era il principale tipo di abitazione costruito nell'era socialista. Dal 1959 al 1990 in Ungheria sono stati costruiti 788.000 appartamenti a pannelli. Circa 2 milioni di persone, circa un quinto della popolazione totale del paese, vivono in questi appartamenti. Il governo ungherese e i comuni locali hanno avviato un programma di ristrutturazione negli anni 2000. Nel programma hanno coibentato questi edifici, sostituito i vecchi serramenti con vetri termici multistrato, rinnovato l'impianto di riscaldamento e colorato gli edifici in modo più gradevole.

### Irlanda
In Irlanda, gli alloggi pubblici e le aree di sosta (siti utilizzati dalle comunità semi-nomadi di viaggiatori) sono stati costruiti dalle autorità locali e sono conosciuti come Local Authority Accommodation. La Dublin Corporation e l'ex Dublin County Council hanno fornito la parte del leone degli alloggi degli enti locali irlandesi, con la contea di Longford che ha il più grande rapporto tra enti locali e alloggi privati nello stato.
Negli anni '30 e '60 furono eretti alloggi sociali su larga scala, con entrambi i casi in seguito allo sgombero dei bassifondi. I critici sostengono che la National Building Agency si è concentrata troppo sulla consegna di alloggi e non è riuscita a fornire servizi di vendita al dettaglio e altri servizi.
Il governo ha promosso l'acquisto di alloggi a condizioni favorevoli e molte ex aree di edilizia sociale sono completamente o quasi del tutto di proprietà privata. Le associazioni di alloggi, o enti di beneficenza indipendenti e senza scopo di lucro, svolgono un ruolo significativo nella fornitura di alloggi sociali in affitto. Poiché la capacità dello stato irlandese di prendere in prestito è ridotta, la politica del governo favorisce un ruolo maggiore per il finanziamento privato delle associazioni edilizie invece delle sovvenzioni per le autorità locali. L'Irlanda si trovò nel 2019 ad affrontare una grave carenza di alloggi sociali e comunali e attraversò una crisi abitativa.

### Italia

#### Le prime iniziative
In Italia venne fondato su proposta di Luigi Luzzatti, l'Istituto Case Popolari in seguito all'entrata in vigore della legge 31 maggio 1903, n. 254, che regolamentò, per la prima volta, la concessione di case popolari. La legge si basa sull'esperienza mutuata l'anno prima a Trieste, ove si era sperimentata la formula dell'Istituto Comunale per gli Alloggi Minimi.
L'istituto non aveva un unico ordinamento nazionale, ma si articolava di fatto in più compagini che si formavano localmente a livello comunale o provinciale; la norma, infatti, prevedeva la possibilità di costituire enti di pari caratteristiche, in rango di ente economico. I primi enti iniziarono ad operare sull'area urbana di Roma.
Già nel 1906 l'ICP aveva completato le sue prime realizzazioni, fra le quali quelle al quartiere Flaminio, nel 1907 iniziarono quelle del rione San Saba.

#### Periodo fascista
Fra le due guerre il fascismo intervenne sull'urbanistica per far fronte alla crisi degli alloggi e previde facilitazioni per gli enti che si occupavano di realizzarne; il corpo di leggi in materia fu raccolto nel testo unico di cui al R.D. 28 aprile 1938, n. 1165.  Questi provvedimenti si rivelarono all'atto pratico del tutto insufficienti, nonostante le aspettative create dalla propaganda fascista: infatti il regime si limitò perlopiù ad appropriarsi della legislazione e degli istituti dell'età liberale, centralizzando semplicemente il sistema con la creazione di un Consorzio nazionale (legge n.1129 del 6 giugno 1935). L'assenza di particolari investimenti diretti nel settore e la preferenza del regime per la realizzazione di opere monumentali e di prestigio, piuttosto che materialmente utili, rese l'istituto particolarmente inefficiente: ad esempio dal 1935 al 1939 il nuovo consorzio nazionale realizzò appena 13700 alloggi sui seicentomila che sarebbero stati effettivamente necessari.

#### Nel dopoguerra
Negli anni '50 fu realizzato il Piano Fanfani (o INA-Casa), che portò alla creazione di oltre 2 milioni di unità immobiliari.
Il piano INA-Casa fu operativo fino al 1963, fino alla liquidazione ed alla costituzione del fondo Gescal (acronimo di Gestione case per i lavoratori), destinato alla costruzione e all'assegnazione di case ai lavoratori. Era disciplinato dalla legge 14 febbraio 1963, n. 60 e nel 1973 venne soppresso.
Nel 1962, con la legge 18 aprile 1962, n. 167, venne introdotto il "piano edilizia economica popolare" o P.E.E.P., un piano attuativo inserito all'interno del piano regolatore generale comunale (ove previsto) inteso a programmare, gestire e pianificare tutti gli interventi riguardanti l'edilizia residenziale popolare a livello comunale.
Con l'evoluzione del decentramento amministrativo in Italia il successivo D.P.R. 24 luglio 1977 n. 616 -emanato in attuazione della legge 22 luglio 1975, n. 382 - e la successiva 8 giugno 1990, n. 142 si trasferì alle regioni italiane la competenza sull'organizzazione degli istituti.
Le Regioni hanno costituito Enti a cui affidare la realizzazione e la gestione del patrimonio immobiliare  residenziale popolare.
- Lazio: ATER (legge regionale n. 30 del 2002)
- Lombardia: ALER (legge regionale n. 13 dei 1996)

### Paesi Bassi
Nei Paesi Bassi, l'affitto per le case in affitto più economiche è mantenuto basso grazie alla supervisione e alla regolamentazione del governo. Questi tipi di case sono conosciuti come sociale huurwoningen.
In pratica ciò viene realizzato da fondazioni o associazioni di edilizia privata senza scopo di lucro (toegelaten instellingen). A causa delle frequenti fusioni, il numero di queste organizzazioni è sceso a circa 430 entro il 2009. Gestiscono 2,4 milioni di abitazioni. La maggior parte degli appartamenti a basso affitto nei Paesi Bassi sono di proprietà di tali organizzazioni. Da quando la politica è cambiata nel 1995, le organizzazioni di edilizia sociale sono diventate finanziariamente indipendenti, concentrandosi sul loro ruolo di imprenditori sociali. Negli ultimi decenni nella maggior parte dei comuni olandesi è esistita una certa capacità minima di alloggi sociali. In molte città come Amsterdam, L'Aia, Rotterdam e Utrechtla percentuale di alloggi sociali si avvicina o addirittura supera il 50 per cento. La supervisione pubblica (finanziaria) è svolta dal fondo centrale per l'edilizia abitativa (Centraal Fonds Volkshuisvesting).
La politica abitativa olandese si basa su un concetto di accesso universale a alloggi a prezzi accessibili per tutti e sulla prevenzione della segregazione. A partire dal 2020, il governo olandese sta tentando di costruire 10.000 unità abitative per i senzatetto, entro il 2022. Esiste un Fondo di garanzia per la proprietà della casa a sostegno della garanzia ipotecaria nazionale, che fornisce accesso ai finanziamenti e all'acquisto di alloggi di proprietà.

### Romania

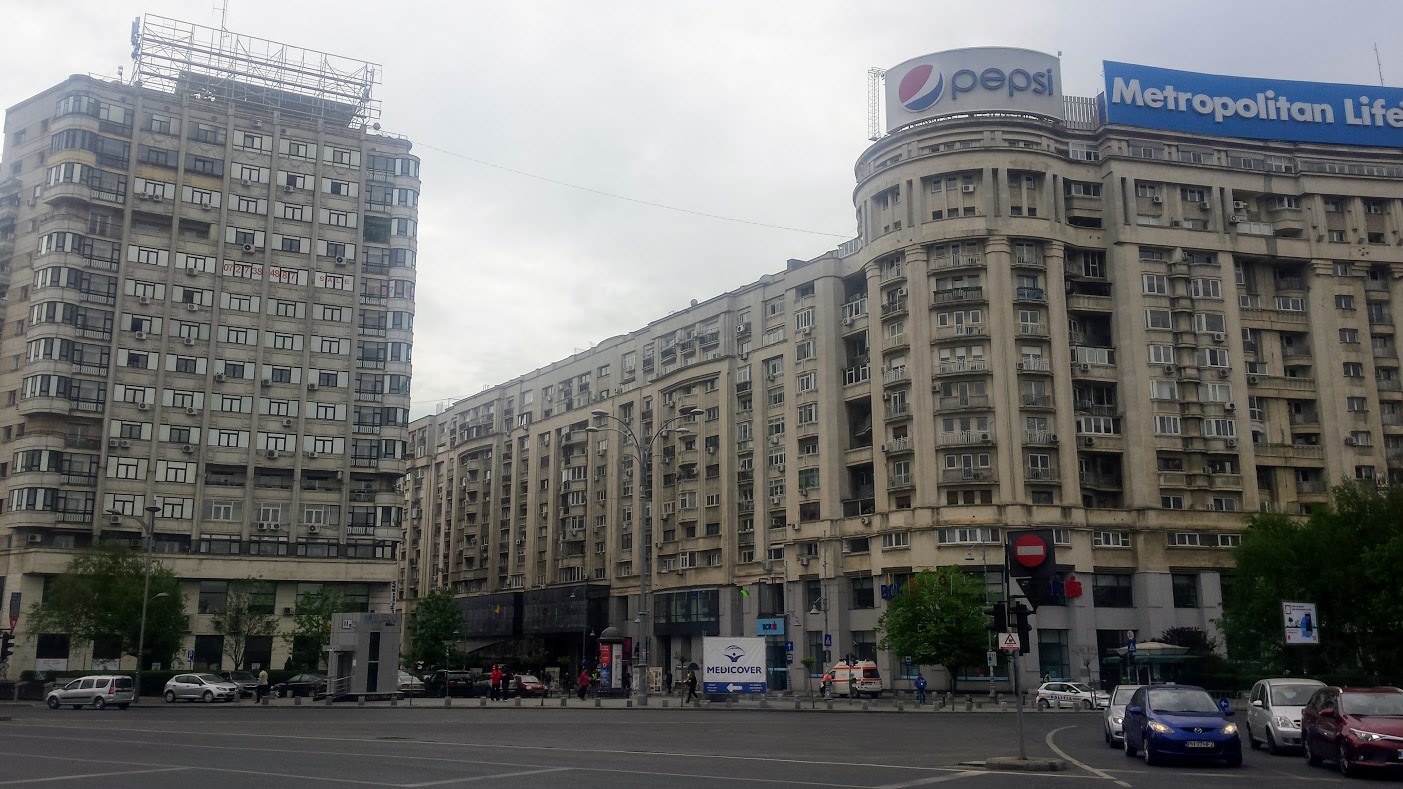
Alloggiamento costruito dal governo a Bucarest, Romania.

Lo skyline di molte città rumene è stato dominato da condomini standardizzati nell'ambito della politica dell'ex governo comunista di costruzione di blocchi di torri. A partire dal 1974, la sistematizzazione consisteva in gran parte nella demolizione e ricostruzione di villaggi, paesi e città esistenti, in tutto o in parte, con l'obiettivo dichiarato di trasformare la Romania in una "società socialista sviluppata multilateralmente". Nel 2012, circa 2,7 milioni di appartamenti risalivano al periodo comunista, rappresentando il 37% del totale degli alloggi in Romania e circa il 70% in città e paesi. Dopo la privatizzazione post-comunista, il tasso di proprietà della casa in questa forma di alloggio ha raggiunto il 99,9%. Le nuove Associazioni dei proprietari di case (HOA) sono state contestate internamente dall'effetto cumulativo dei contributi inadempienti, dalla mancanza di accessibilità economica e dalla pratica consolidata del servizio residente occasionale nelle HOA, che spesso hanno innescato una cattiva gestione. D'altra parte, gli HOA sono stati sfidati dall'esterno con meccanismi inefficaci per affrontare i loro problemi interni, come procedure giudiziarie rapide inesistenti contro le inadempienze, scarsa assistenza finanziaria alle famiglie socialmente svantaggiate e un settore privato impreparato ad assumere la gestione condominiale.

### Spagna

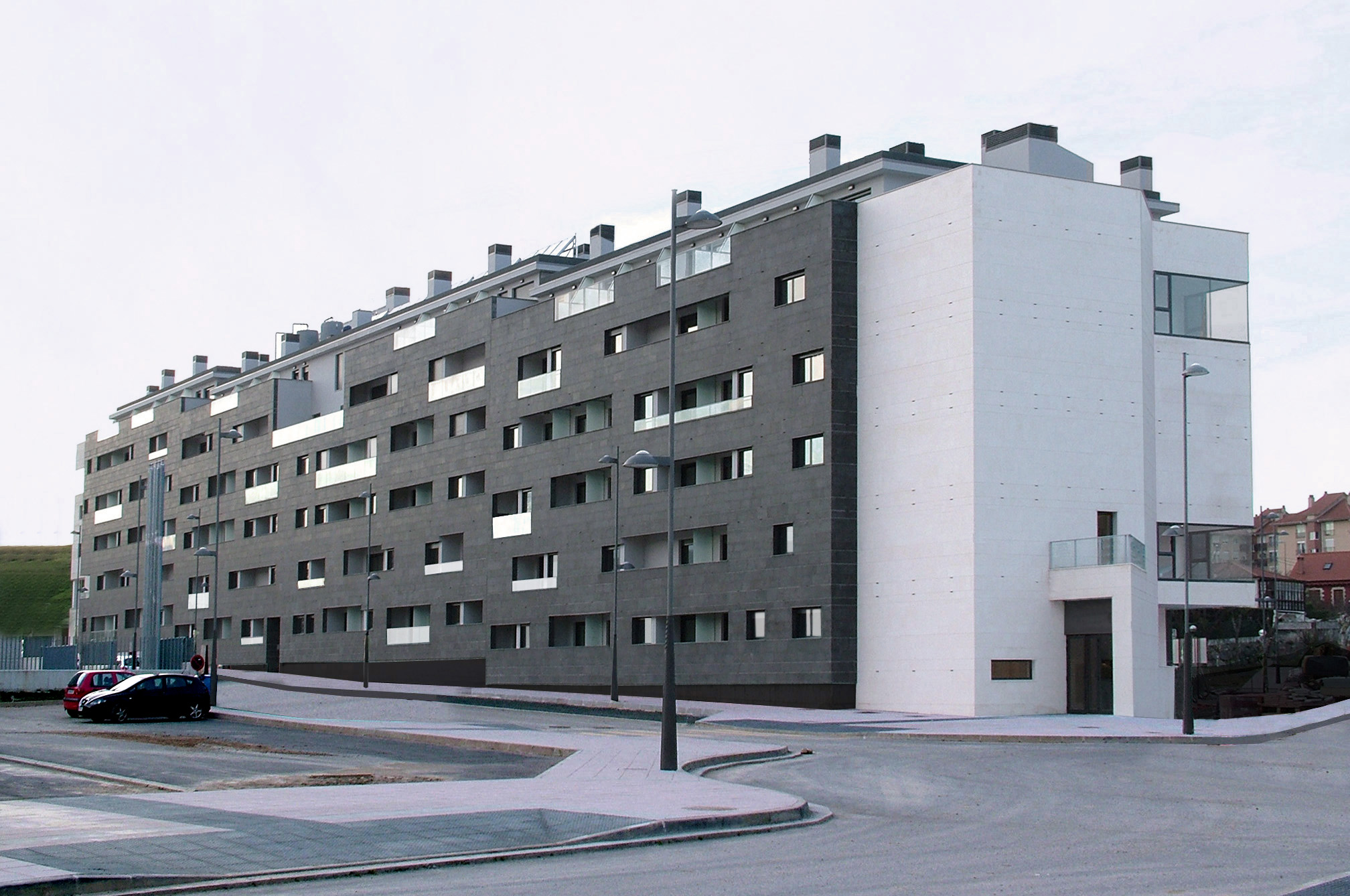
Edilizia pubblica, vincitrice di un premio di progettazione ambientale, a El Astillero, Cantabria, Spagna.

La riluttanza degli spagnoli all'affitto di case e i tagli alla spesa pubblica negli anni '80 hanno ridotto al minimo gli alloggi pubblici in affitto in Spagna. I pub in affitto erano relativamente comuni nell'era franchista (1939–75). Con l'avvento della democrazia e della Costituzione del 1978, il diritto all'alloggio divenne garantito e la gestione dell'edilizia sociale dipendeva per lo più dalle regioni autonome. Ciò ha portato a un'ampia varietà di leggi, che rendono la questione fortemente dipendente dalla regione.
Nonostante ciò, è stato ampiamente utilizzato uno schema per viviendas de protección oficial (VPO), composto da consigli locali che consentono a imprenditori edili e sviluppatori di costruire in siti pubblici o con prestiti pubblici a condizione che una certa percentuale di appartamenti rimanga sovvenzionata e sotto il controllo degli enti locali. Questo è noto come VPO de promoción privada ("sviluppato privatamente"), in contrasto con il VPO de promoción pública ("sviluppato pubblicamente"), in cui l'intera proprietà è di proprietà e gestita da un'autorità governativa. Gli alloggi pubblici sono realizzati quasi esclusivamente per l'occupazione del proprietario, non per l'affitto, e nel 2010 costituivano l'11% del patrimonio immobiliare.

### Slovacchia e Repubblica Ceca

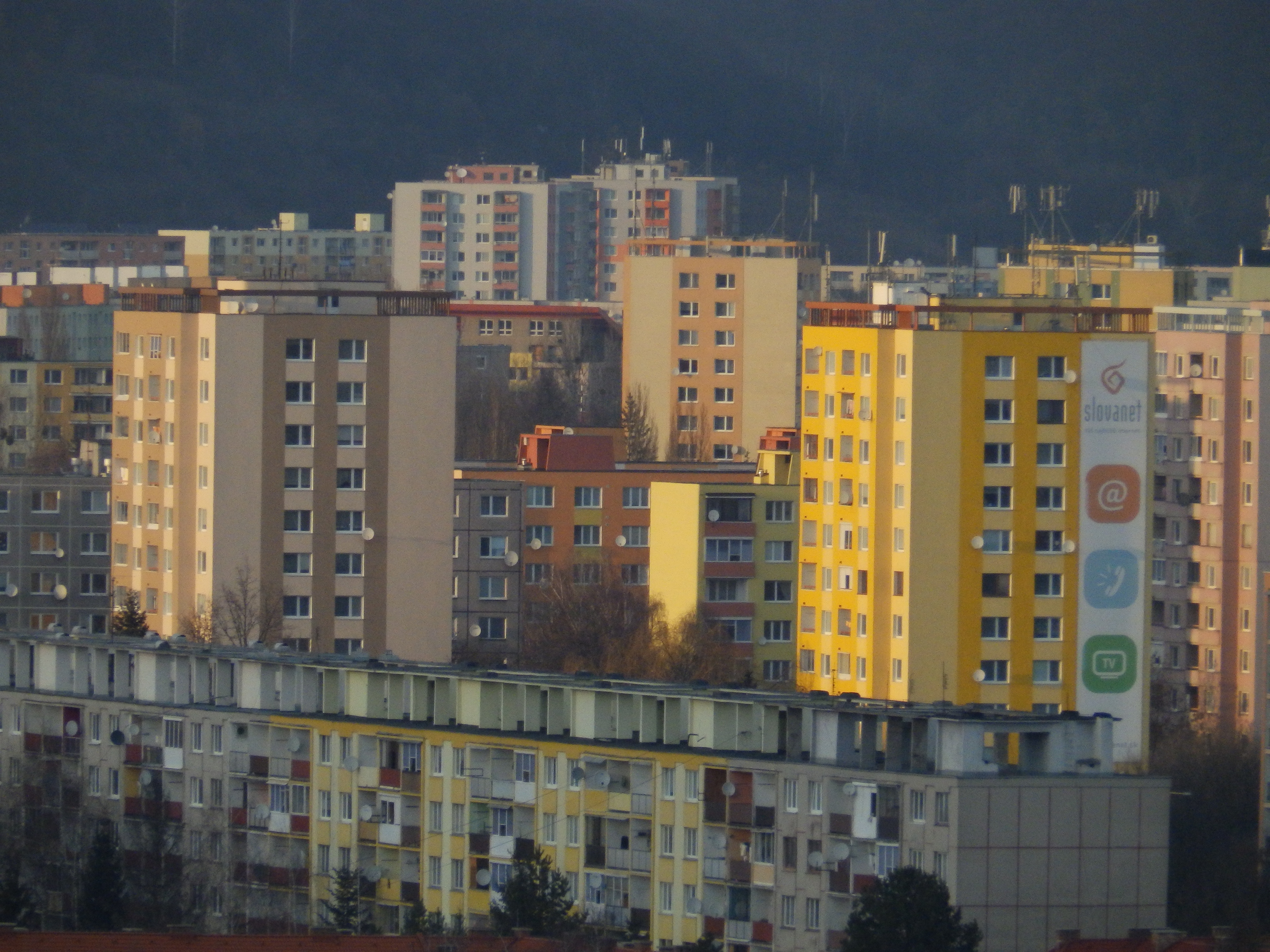
Sídlisko III a Prešov, Slovacchia.

Le forme dei progetti abitativi possono variare in Slovacchia. Nell'ex Cecoslovacchia (ora Repubblica Ceca e Slovacchia) durante l'era comunista, la costruzione di grandi complessi residenziali (slovacco: sídlisko, ceco: sídliště) era una parte importante dei progetti edilizi nell'ex Cecoslovacchia. Il governo voleva fornire grandi quantità di alloggi veloci e convenienti e di tagliare i costi impiegando modelli uniformi in tutto il paese. Hanno anche cercato di promuovere una "natura collettivista" nelle persone. Le persone che vivono in questi progetti abitativi di solito possono possedere i loro appartamenti o affittarli, di solito tramite un proprietario privato. Di solito c'è un mix di classi sociali in questi progetti abitativi.

### Regno Unito

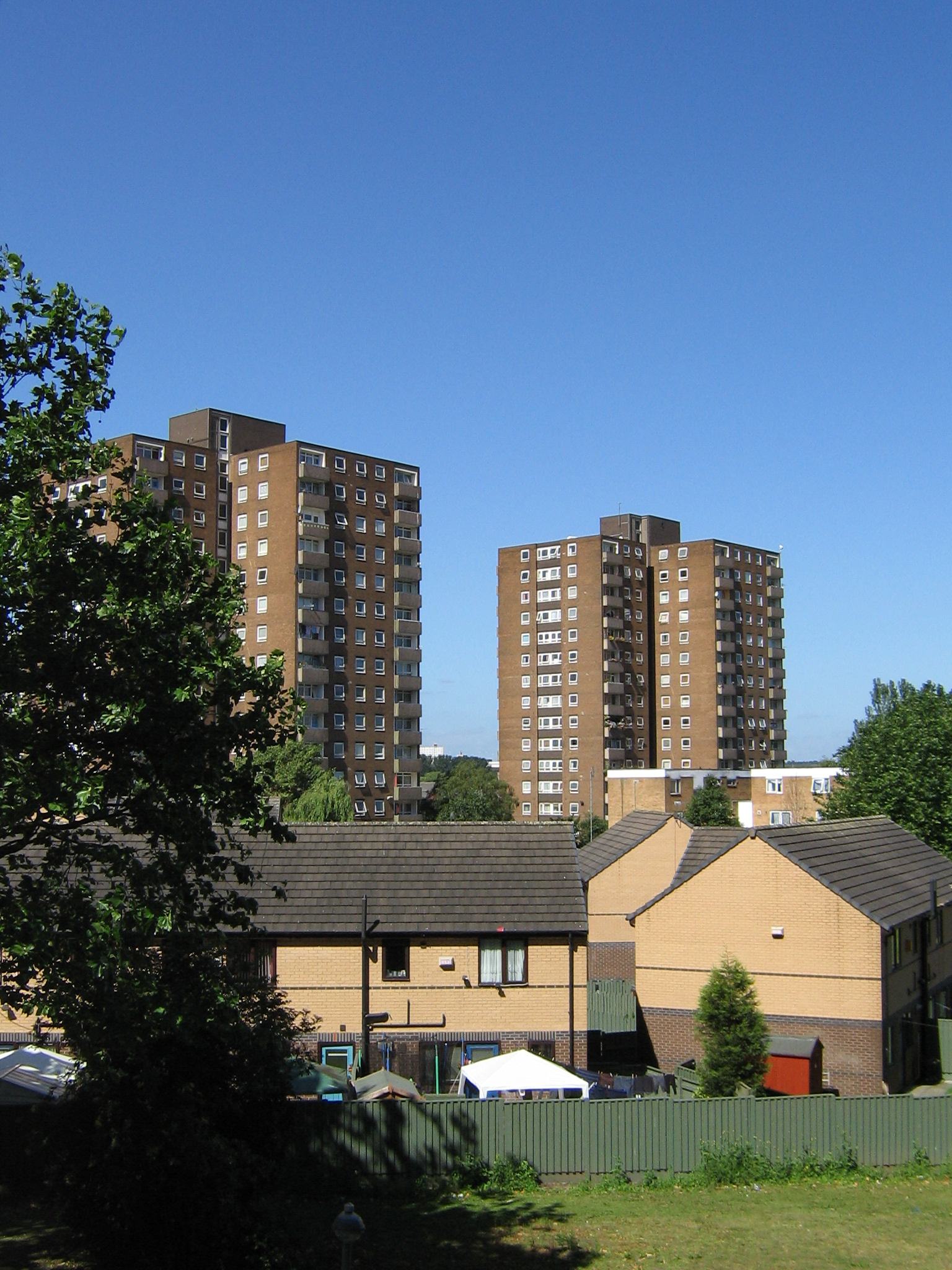
Una varietà di alloggi sociali a Salford, Greater Manchester, Inghilterra.

Nel Regno Unito l'edilizia popolare è spesso definita dal pubblico britannico come "case popolari" e "comunità immobiliari", in base al ruolo storico dei consigli distrettuali e distrettuali nella gestione dell'edilizia residenziale pubblica. La costruzione della casa popolare di massa iniziò intorno al 1920 per sostituire le proprietà più vecchie e fatiscenti. A ciò seguì la legge "Addison" del 1919 e la concessione di sussidi statali centrali; prima del 1914 furono forniti alcuni enti locali o alloggi municipali.
Tenendo conto delle demolizioni, tra il 1965 e il 1970 furono costruite 1,3 milioni di nuove case. Per incoraggiare la proprietà della casa, il governo ha introdotto l'Option Mortgage Scheme (1968), che ha reso gli acquirenti di case a basso reddito ammissibili a sussidi (equivalenti a sgravi fiscali su interessi ipotecari). Questo schema ha avuto l'effetto di ridurre i costi abitativi per gli acquirenti a basso reddito.
Dagli anni '70, le associazioni per l'edilizia abitativa senza scopo di lucro gestiscono una quota crescente di proprietà di edilizia sociale nel Regno Unito. Dal 1996 sono stati anche conosciuti come Registered Social Landlords (RSLs) e gli alloggi pubblici sono stati indicati come "edilizia sociale" per comprendere sia i comuni che gli RSL. Nonostante siano senza scopo di lucro, gli RSL generalmente addebitano affitti più elevati rispetto ai comuni. Tuttavia, il governo di Westminster ha introdotto una politica di "ristrutturazione degli affitti" per le associazioni edilizie in Inghilterra nel 2002, che mirava ad allineare gli affitti del comune e della RSL in Inghilterra entro il 2012. I dipartimenti di pianificazione locale potrebbero richiedere agli sviluppatori del settore privato di offrire "alloggi a prezzi accessibili". Ciò rappresenta ogni anno altri 700 milioni di sterline di finanziamenti governativi per gli inquilini in una parte del Regno Unito. A partire dal 2012, le associazioni abitative sono denominate anche "Fornitori privati registrati di alloggi sociali" (Private Registered Providers of Social Housing - PRP).
Il governo laburista del 1997-2010 desiderava spostare gli alloggi comunali lontano dalla gestione degli enti locali. All'inizio, ciò avveniva attraverso trasferimenti volontari su larga scala (LSVT) di azioni dai comuni alle associazioni di alloggi (HA). Non tutte le proprietà comunali potevano essere trasferite, poiché in alcune autorità locali il loro patrimonio immobiliare era in cattive condizioni e aveva un valore capitale inferiore ai debiti rimanenti dai costi di costruzione: in effetti, il patrimonio immobiliare era in patrimonio negativo. In alcune aree di enti locali, gli inquilini hanno rifiutato l'opzione di trasferimento.
Il governo laburista ha introdotto una "terza via": l'Arms Length Management Organisation (ALMO), in cui il patrimonio abitativo rimane presso l'Ente Locale ma è gestito da un'organizzazione senza fini di lucro a distanza dell'Ente Locale stesso. Ha anche introdotto il programma Decent Homes, un fondo di capitale per portare l'edilizia sociale a uno standard fisico moderno. Per utilizzare questo fondo, il gestore, sia ALMO che HA, ha dovuto ottenere una valutazione di 2 o 3 stelle dalla sua ispezione da parte della Commissione di Audit. Questo aveva lo scopo di aumentare gli standard di gestione. I proprietari del comune non possono accedere a questo finanziamento, un altro incentivo per trasferire la gestione degli alloggi popolari a un ALMO o HA.
I governi dall'inizio degli anni '90 hanno anche incoraggiato la "proprietà abitativa mista" nelle aree di rigenerazione e nei complessi residenziali di "nuova costruzione", offrendo una gamma di opzioni di proprietà e affitto, al fine di progettare l'armonia sociale attraverso l'inclusione di "edilizia sociale" e opzioni abitative. Gli occupanti degli alloggi sociali possono essere stigmatizzati e costretti a utilizzare una porta scadente che è separata e meno conveniente rispetto alla porta utilizzata dagli occupanti non sovvenzionati e gli alloggi sociali possono essere situati in una posizione meno desiderabile.
Dopo l'adozione delle politiche di austerità nel 2010, il tradizionale modello di "rete di sicurezza" è stato mantenuto dalle amministrazioni decentrate come il Parlamento scozzese e le Assemblee del Galles e dell'Irlanda del Nord.
La maggior parte degli inquilini di alloggi sociali nel Regno Unito ha il diritto di scambiare casa con un altro inquilino anche se i loro proprietari sono diversi. Ciò è chiamato "scambio reciproco". A partire dal 2017, in Inghilterra, le autorità locali possono destinare famiglie senza fissa dimora in locazioni locali, mentre in Scozia l'edilizia sociale è rimasta la prima politica scelta. Secondo il Museum of Homelessness, nel 2020 il Regno Unito ha registrato almeno 976 morti tra i senzatetto. Nel 2019 Inghilterra e Galles hanno stimato 778 decessi con un aumento del 7,2% rispetto all'anno precedente.

### Svezia
Tra il 1965 e il 1974 è stato realizzato l'ambizioso Programma Milione (o Miljonprogrammet), con la costruzione di un milione di alloggi di buona qualità e un aumento netto di 650.000 unità abitative (altri 350.000 alloggi furono invece il rimpiazzo di vecchie unità).

## Oceania

### Australia
L'Australia è caratterizzata da pochi standard minimi applicati per le proprietà in affitto nel settore privato. Gli affitti ridotti e contratti di locazione più forti nell'ambito dell'edilizia sociale possono favorire problemi mentali delle persone che vivono in un regime di edilizia sociale.

### Nuova Zelanda
Compagnie private (come la New Zealand Company) che hanno promosso un primo insediamento europeo organizzato in Nuova Zelanda hanno costruito caserme per l'immigrazione che fungessero da alloggio temporaneo per i loro nuovi arrivati.
Il Workers' Dwellings Act del 1905 portò il governo della Nuova Zelanda a commissionare la costruzione di 646 case.

## Galleria d'immagini

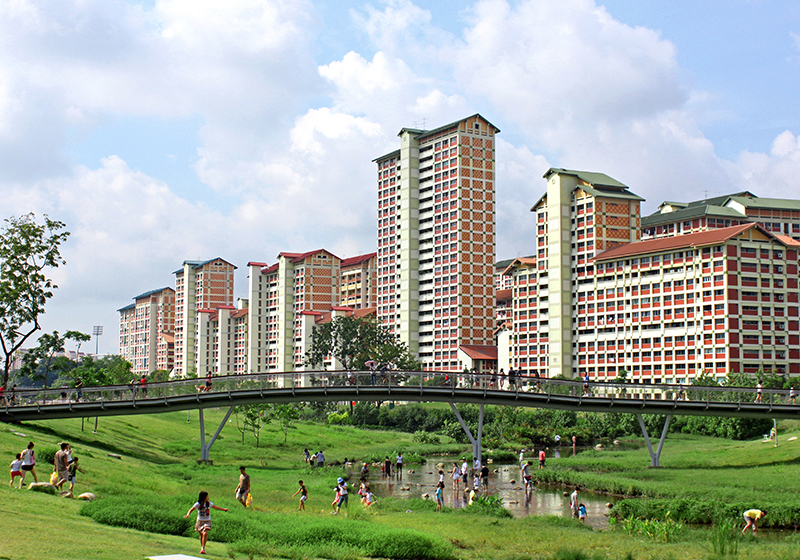
Edilizia pubblica a Bishan, Singapore. Gli sviluppi residenziali pubblici di Singapore vanno da monolocali a condomini direzionali, contribuendo a un tasso di proprietà della casa del 90%, uno dei più alti al mondo.
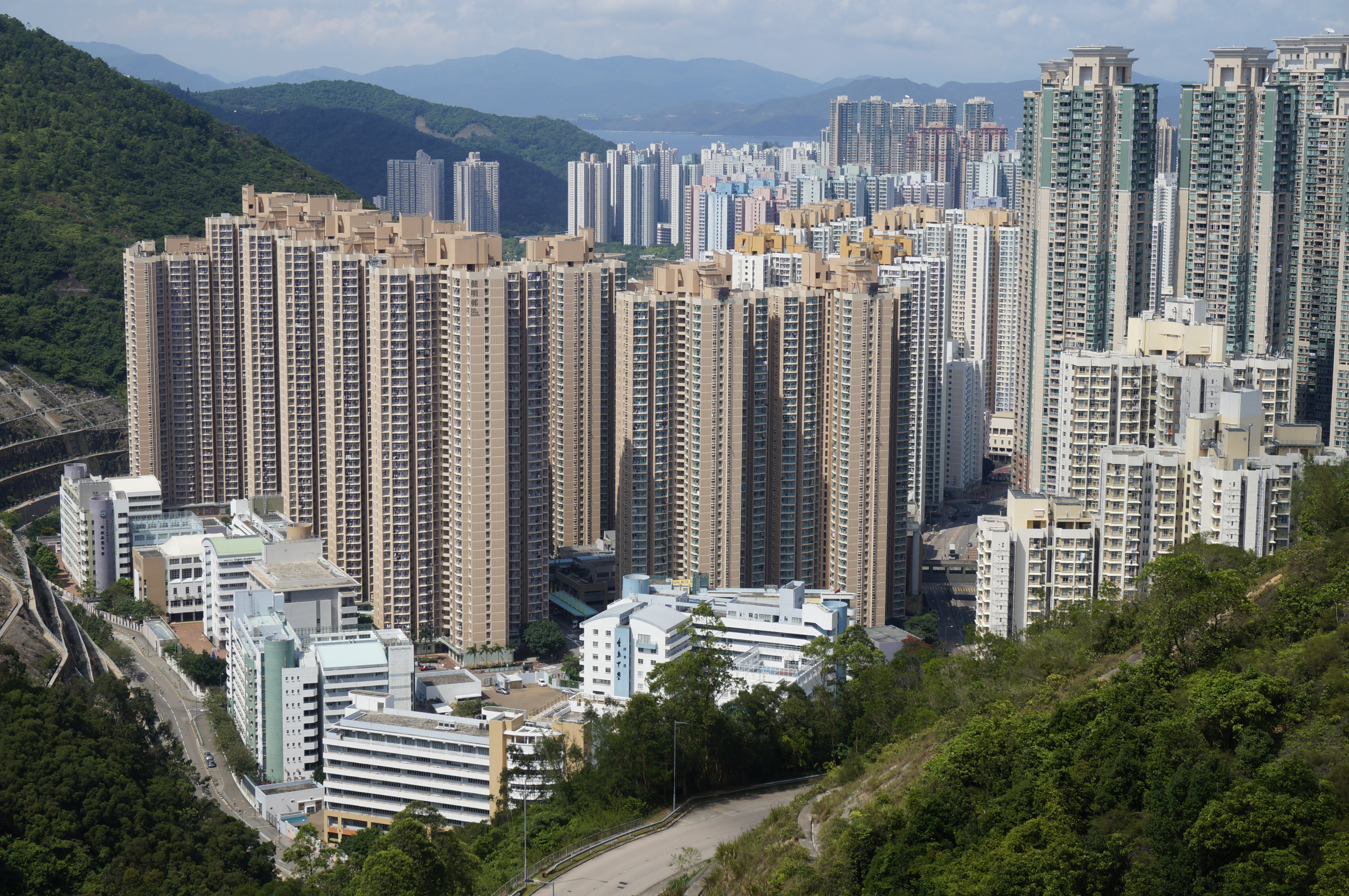
Complesso di alloggi pubblici a Tseung Kwan O, Hong Kong. La tenuta di Kin Ming comprende dieci blocchi abitativi, che forniscono alloggi a circa 22.000 persone. Nel 2020 sono stati identificati 2.112.138 residenti di alloggi pubblici, pari al 28% della popolazione totale.
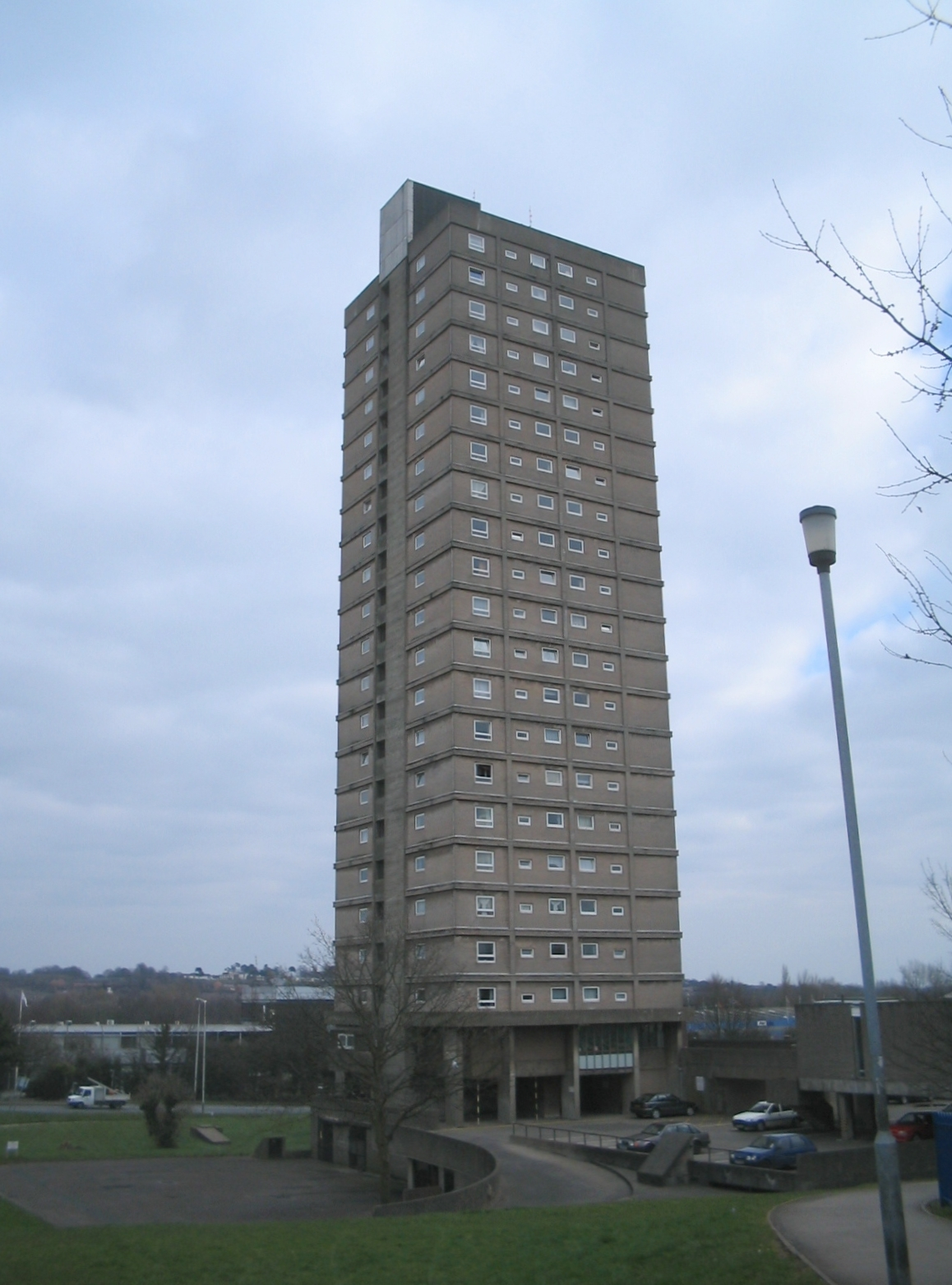
Un edificio a torre di 20 piani di enti locali a Cwmbran, nel Galles del Sud.
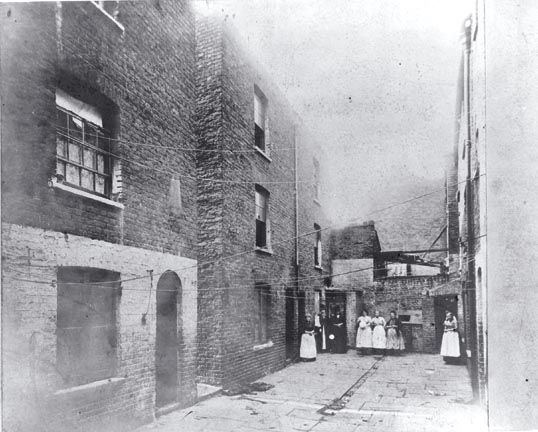
Boundary Street nel 1890; tre anni dopo, il London County Council iniziò a sgomberare gli slum.
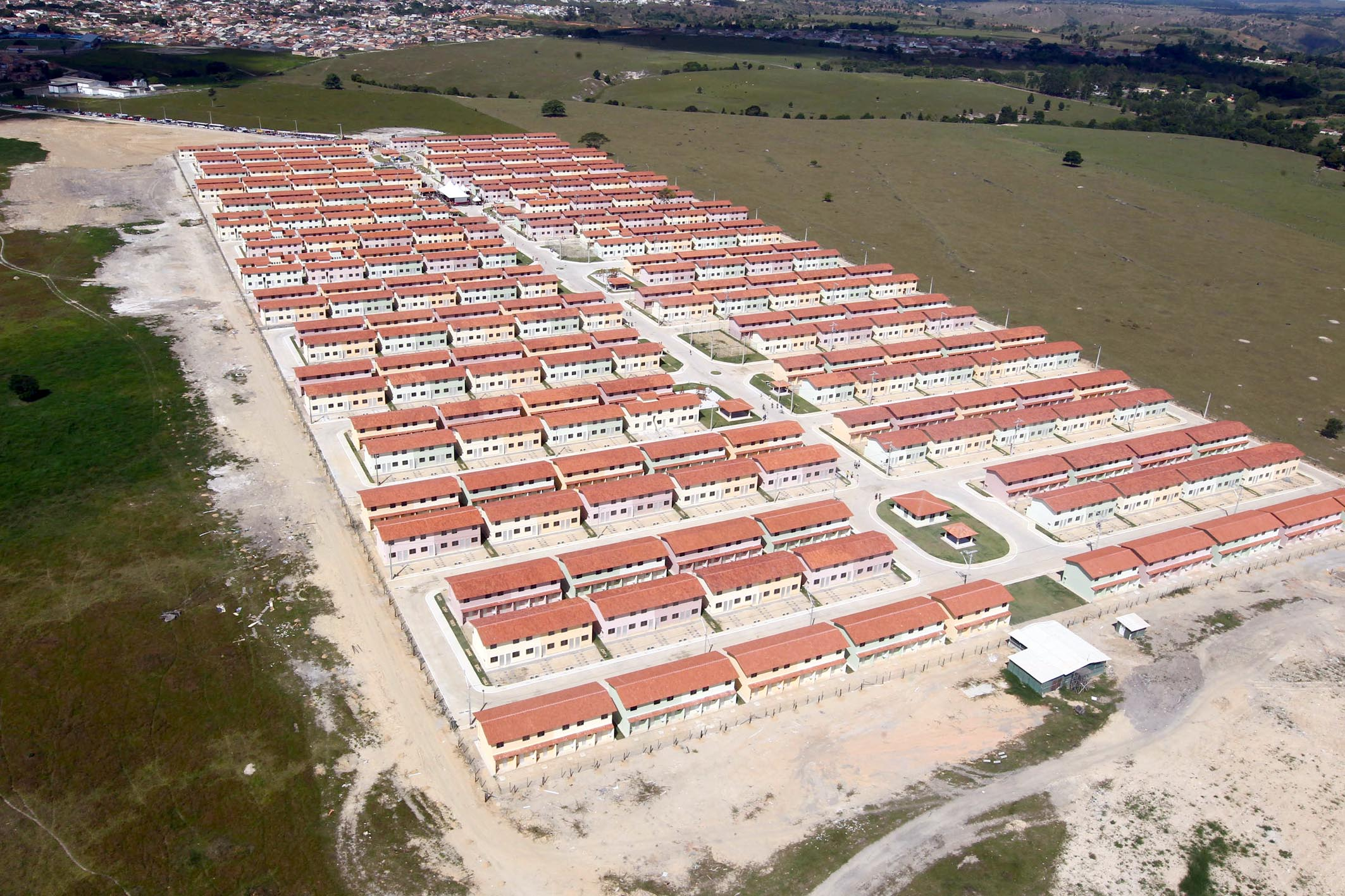
Edilizia sociale a Eunápolis, Brasile.
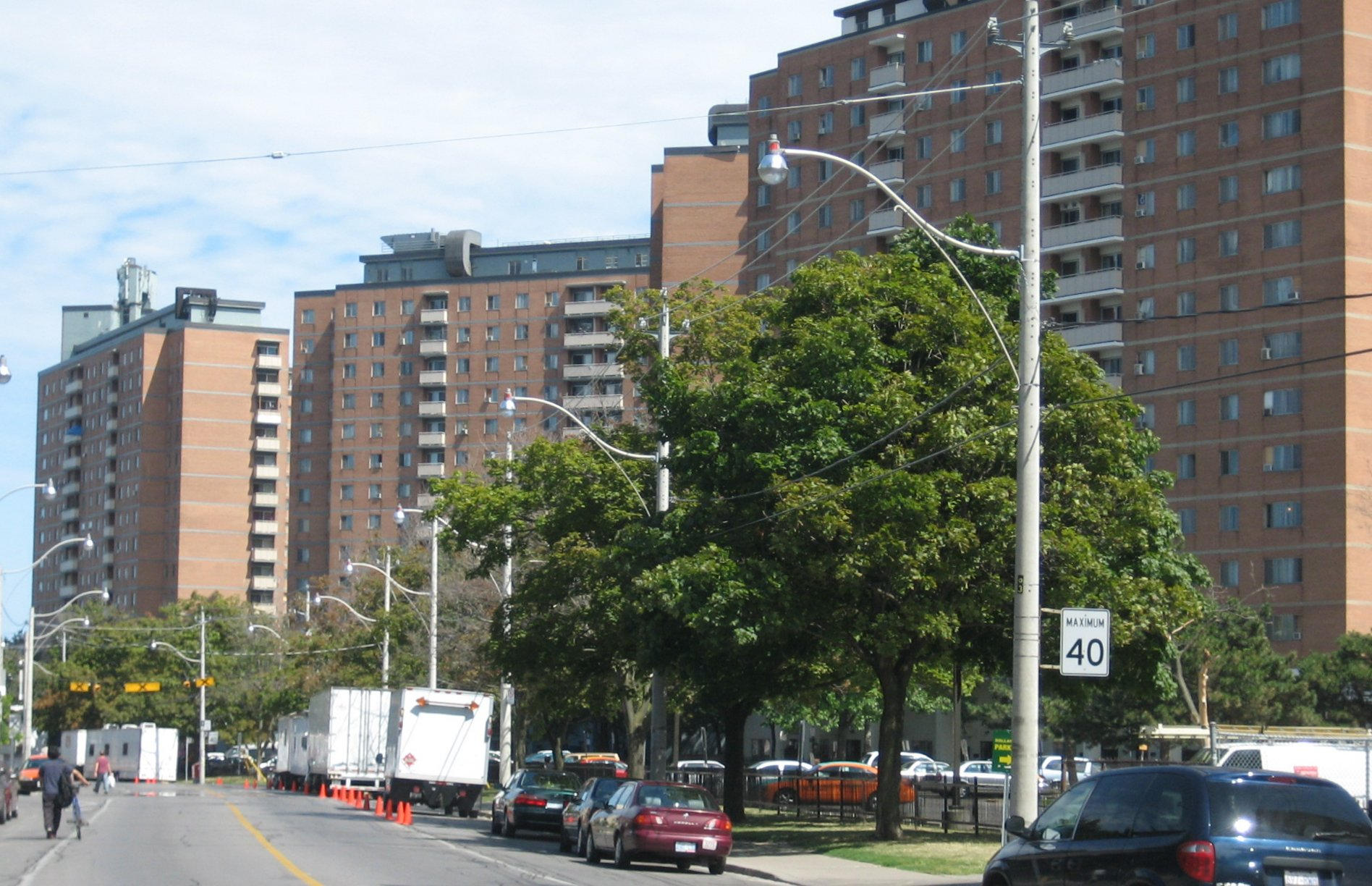
Moss Park nel centro di Toronto.
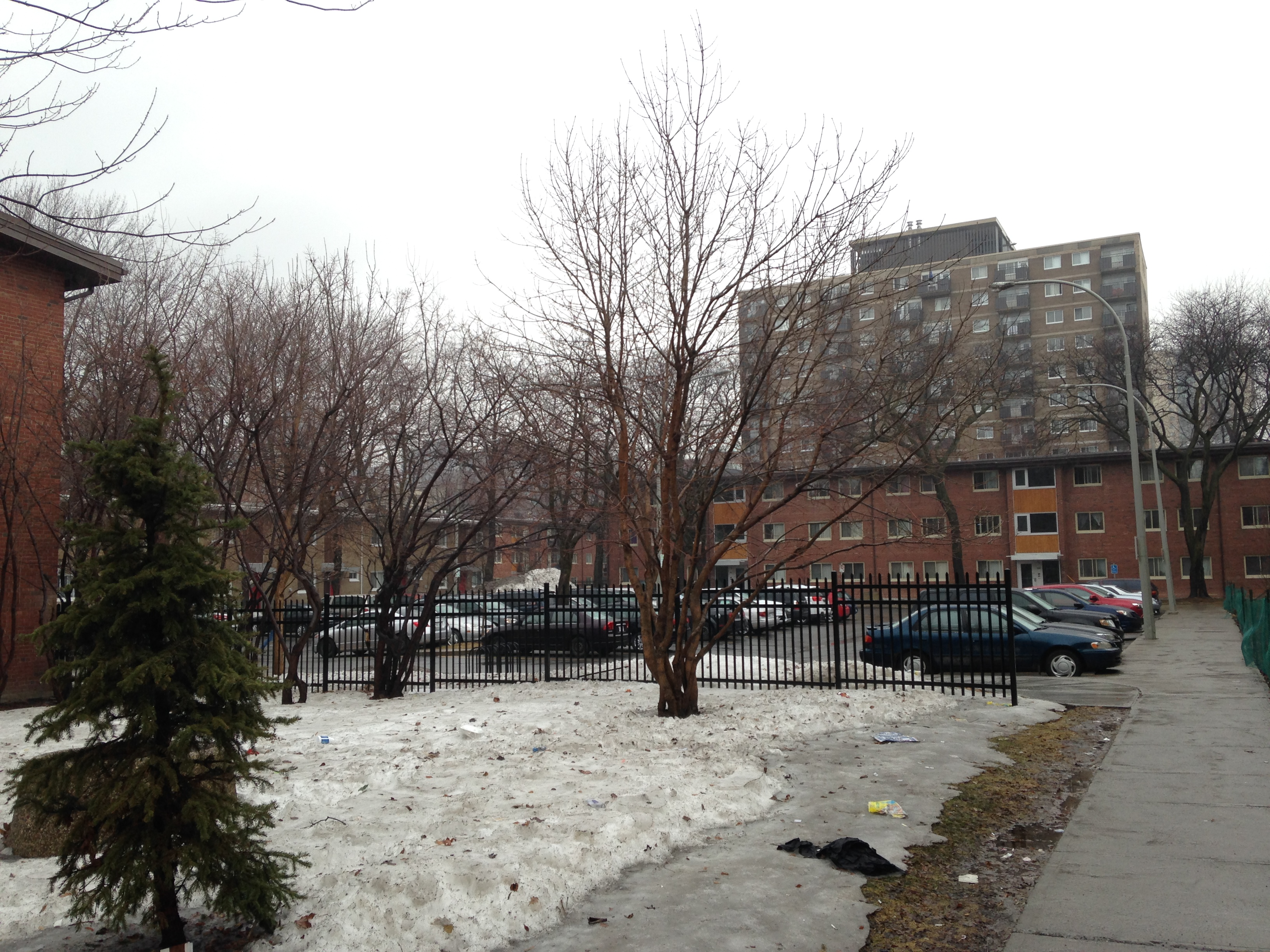
Abitazioni Jeanne-Mance nel centro di Montréal.
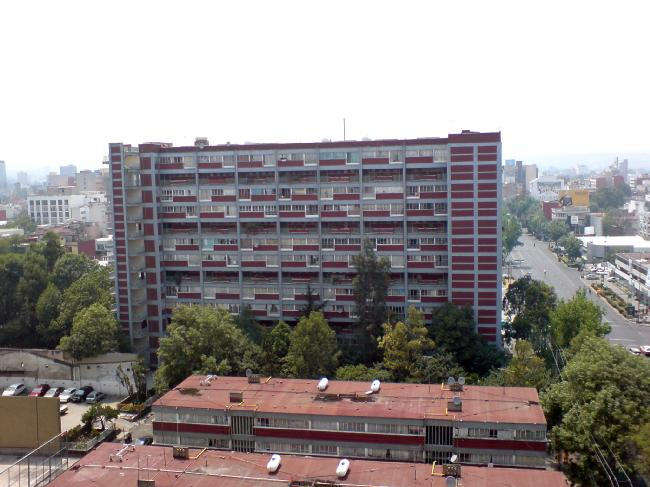
Edificio plurifamiliare Miguel Alemán.